# 中央・総武緩行線
中央・総武緩行線（ちゅうおう・そうぶかんこうせん）は、千葉県千葉市中央区の千葉駅から、東京都千代田区の御茶ノ水駅を経由して三鷹市の三鷹駅までを各駅停車で結ぶ、東日本旅客鉄道（JR東日本）の運行系統の通称である。駅ナンバリングで使われる路線記号はJB。御茶ノ水駅を境として、東側の御茶ノ水駅 - 千葉駅間が総武本線、西側の御茶ノ水駅 - 三鷹駅間が中央本線に属している。
本系統は後述のように錦糸町駅の東西で上下が入れ替わるため、本稿では方向の表記には「東行」「西行」との表現を用い、駅名や列車（本系統は電車のみの運転のため、以下は「電車」と表記）の走行区間などについては、特記事項がない限りJTB発行の時刻表や書籍などの表記に倣い、千葉駅→御茶ノ水駅→三鷹駅の順を基本として記述する。

## 概要
東京の都心部を東西に貫き、東は東京のベッドタウンとなっている千葉県西部の各都市を経由して県庁所在地の千葉市まで、西は東京都多摩地域東部の三鷹市まで伸びる通勤・通学路線である。走行する電車の車体や旅客案内などに用いられるラインカラーは黄色（■、国鉄黄1号）で、このことから東京近郊では「黄色の電車」「黄色い電車」とも表現される。
総武本線複々線区間における緩行線線路（千葉駅 - 錦糸町駅間）、錦糸町駅 - 御茶ノ水駅間の総武本線（支線）の複線区間、および中央本線複々線区間における緩行線線路（御茶ノ水駅 - 三鷹駅間）からなる。なお、中央本線区間のうち代々木駅 - 新宿駅間は正式には山手線である。複々線区間では総武快速線と中央本線の急行線（中央線快速などが走行する線路）がそれぞれ並行し、御茶ノ水駅付近が方向別複々線となっているほかは線路別複々線となっており、接続などは考慮されずそれぞれ独立した運行形態となっている。錦糸町駅 - 御茶ノ水駅間は独立した路線（総武本線支線）となっており、総武快速線と中央本線の急行線を繋ぐ短絡線的役割を乗客の利用実態・列車の運用ともに果たしている。この線路を用いて千葉方面と新宿・八王子・甲府方面を直通する優等列車も存在する。
東京地下鉄（東京メトロ）東西線との間で相互直通運転を行っており、東西線列車が中野駅 - 三鷹駅間および津田沼駅 - 西船橋駅間に乗り入れている。
東京都心では東京メトロ銀座線と副都心線を除くすべての地下鉄路線（11路線）と直接乗り換え（連絡運輸の取り扱いが前提）ができ、これは半蔵門線・副都心線を除く全路線と直接乗り換えられる京浜東北線と並び、地下鉄全13路線と乗り換え可能な山手線（運行系統として）に次いでJRの運行系統では2番目に多い。また、地下鉄を介し、直通先の多くの私鉄主要路線へも向かうことができるほか、地下鉄路線との直通運転のない京成松戸線・東武野田線（東武アーバンパークライン）・つくばエクスプレス・西武新宿線・京王井の頭線など、東西に亘って非常に多数の路線とも乗り換えが可能である。
千葉駅 - 三鷹駅の全区間が電車特定区間内であり、さらに秋葉原駅 - 新宿駅間は東京山手線内区間に含まれるため、区間外よりも安い運賃体系となっている。

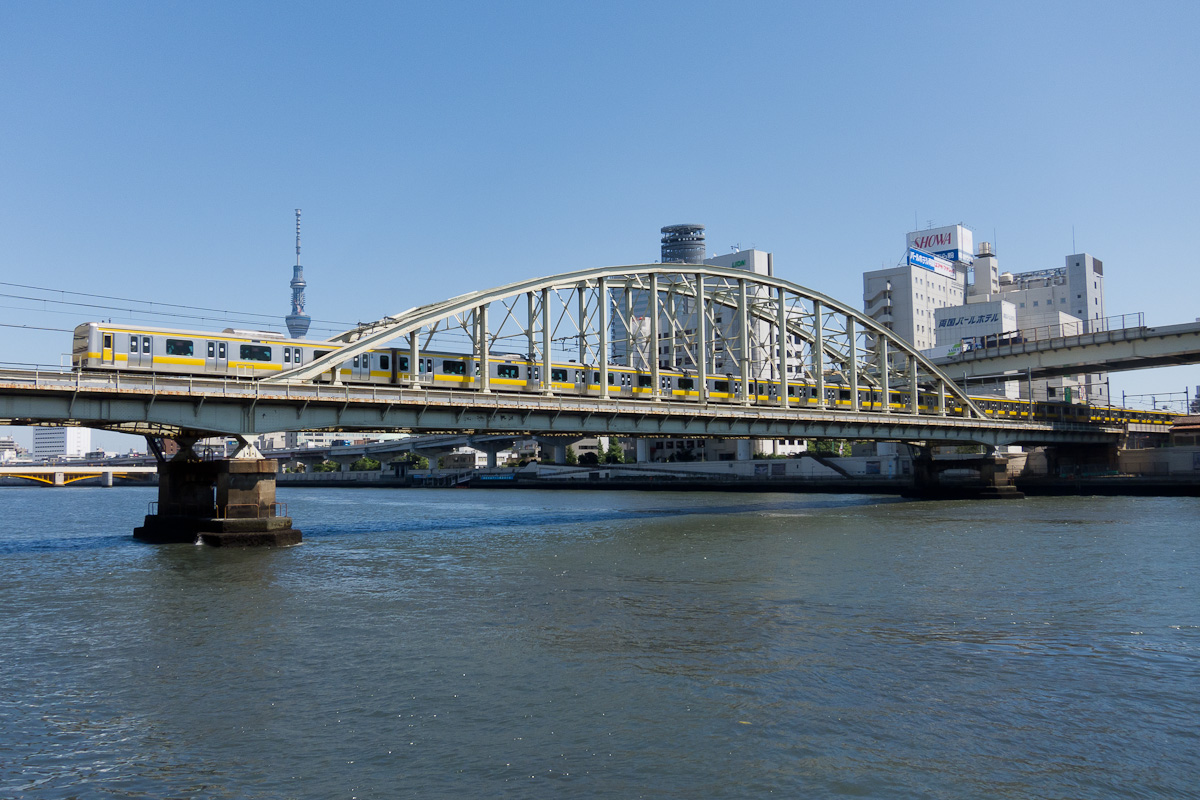
建設中の東京スカイツリーをバックに両国駅 - 浅草橋駅間の隅田川橋梁を渡る
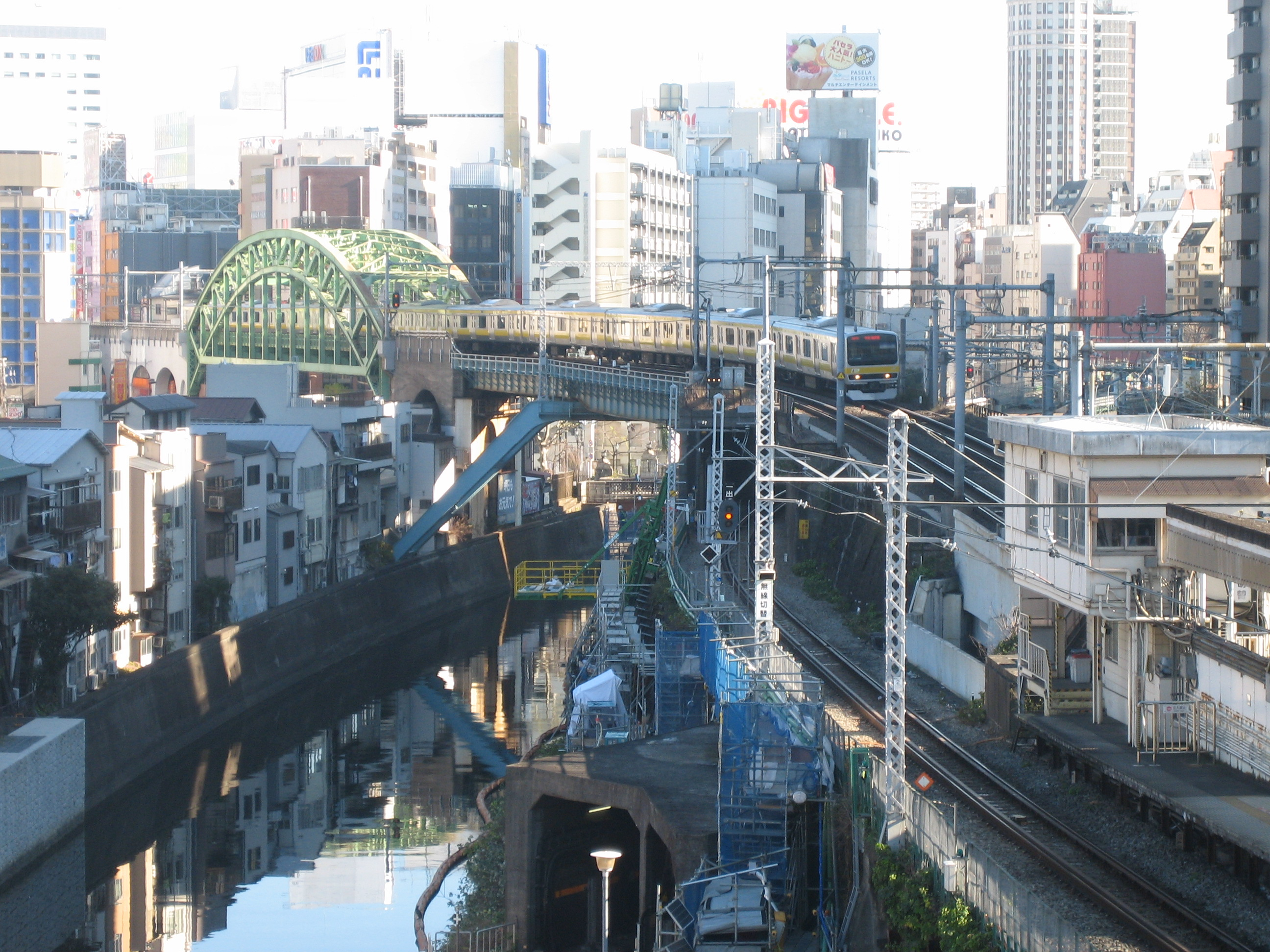
秋葉原の電気街をバックに神田川を渡る
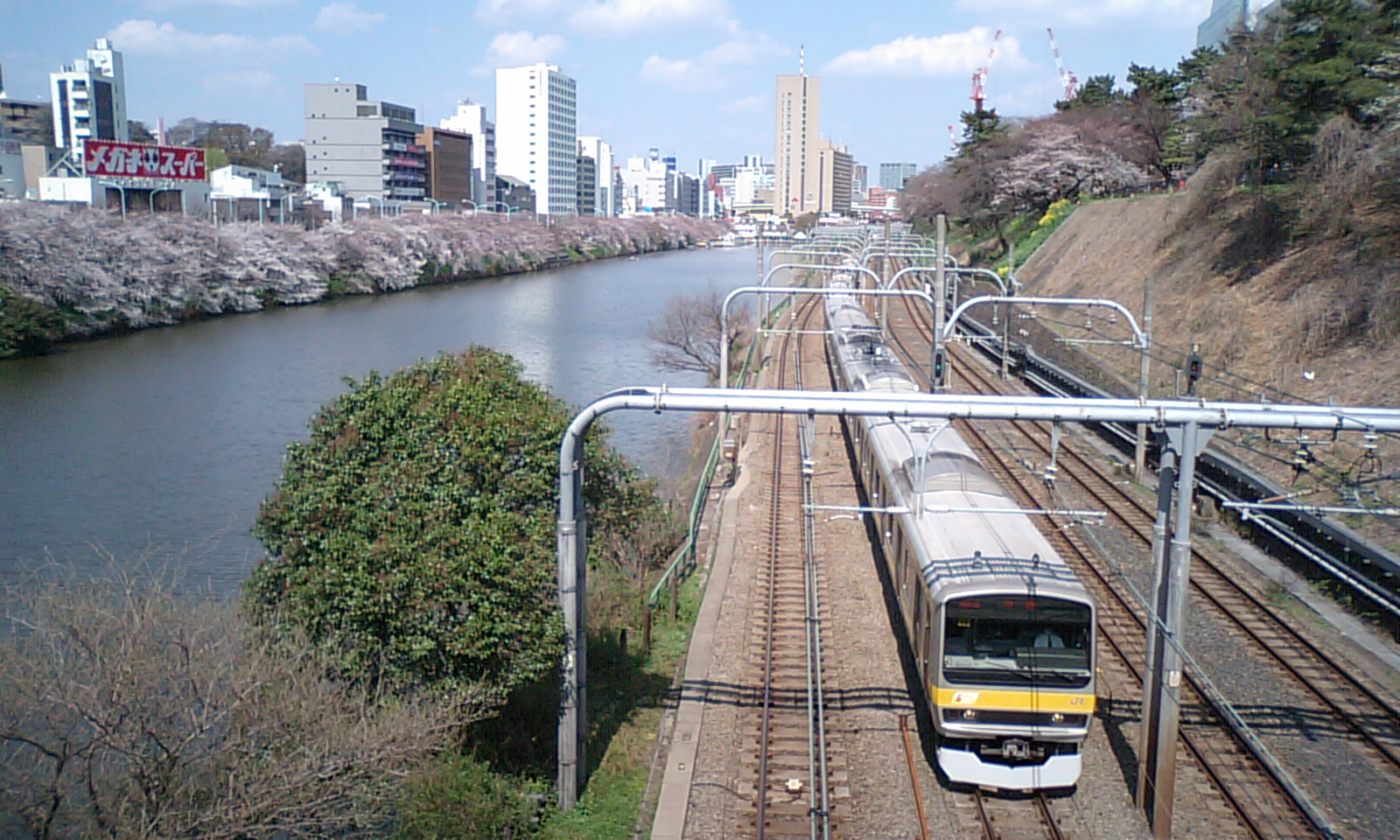
中央本線の複々線区間 （飯田橋駅 - 市ケ谷駅間） 左側2線が緩行線、右側2線が快速電車が走る急行線
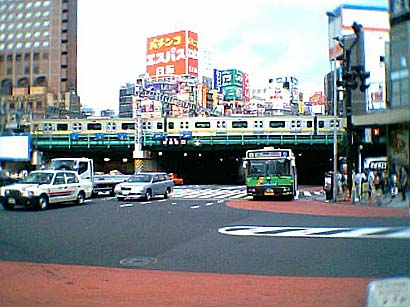
新宿大ガードを渡る

## 名称
旅客向けの案内は統一されておらず、多様な表記がなされている。以下に例を挙げる。
- 「中央・総武線」
- 「中央・総武線（各駅停車）」[12]
- 「中央線・総武線各駅停車」[13]
- 「中央・総武各駅停車」[14]
- 「総武・中央線（各駅停車）」「総武線・中央線各駅停車」[注釈 5]
- 「中央線（各駅停車）」[注釈 6]
- 「総武線各駅停車」「総武線（各駅停車）」

駅構内の案内表示は、中央本線区間では「中央・総武線（各駅停車）」の表記（御茶ノ水駅など）がされているものの、総武本線区間では単に「総武線」「総武線（各駅停車）」（西船橋駅など）と表記される例がある。
中央本線区間においても、東京メトロ東西線直通電車や「各駅停車」と案内される中央線快速電車と区別するため、単に「総武線」と呼称されることがある。
沿線企業による広告においても「総武線飯田橋駅から徒歩10分」「総武線東中野駅からバスで7分」といった記述や、乗り換え検索サイトで千葉駅 - 三鷹駅間をすべて総武線として扱う例が見られる。
また、沿線の高架橋などには「中央総武緩行線」と表記される例もある。

## 方向（「東行」と「西行」）および区間表記
正式路線上の上り・下りについては、中央本線側は、起点駅が神田駅で、そこから三鷹駅方面が下りとなるため、御茶ノ水駅から三鷹駅方面が下りで、その逆が上りとなる。総武本線側は1972年（昭和47年）7月15日に総武本線の起点駅が御茶ノ水駅から東京駅に変更され、錦糸町駅 - 御茶ノ水駅間は錦糸町駅を起点とする支線となっている。これにより、錦糸町駅 - 御茶ノ水駅間は錦糸町駅から御茶ノ水駅方面が下り、その逆が上りとなる。また、錦糸町駅 - 千葉駅間は錦糸町駅から千葉駅方面が下り、その逆が上りとなる。よって、正式路線上の上り・下りは錦糸町駅の東西で逆となる。このため、本系統の方向を表記する際には「東行」「西行」という表現で区別し、その区間表記は以下の通りとなる。
- 「東行」（ひがしゆき）：中央本線から総武本線（三鷹駅から千葉駅方面）へ向かう電車[8][注釈 13]
- 「西行」（にしゆき）：総武本線から中央本線（千葉駅から三鷹駅方面）へ向かう電車[8][注釈 14]

また、早朝・深夜の総武本線内および中央本線内完結電車についても、総武本線では千葉駅から津田沼駅方面へ行く電車が「西行」、御茶ノ水駅から千葉駅方面へ行く電車が「東行」、中央本線では御茶ノ水駅から三鷹駅方面へ行く電車が「西行」、三鷹駅から御茶ノ水駅方面へ行く電車が「東行」と区別されている（運行ダイヤなどの詳細は後述）。しかし、後述の東京メトロ東西線直通電車については西船橋駅 - 中野駅間が同線経由であるため用いられていない。

## 歴史
1923年（大正12年）の関東大震災以前の総武本線は、両国橋駅（現在の両国駅）を起点としており、東京を起点とする鉄道省（国有鉄道）の路線の中では、隅田川東岸にターミナル駅を有している路線だった。しかし、震災以前より多くの利用客が隅田川を渡る東京市電を利用しており、その混雑が顕著だったことから、震災復興の際に同駅より都心へ結ぶ路線を建設し、同時に中央本線に乗り入れる計画を立て、両国駅 - 御茶ノ水駅間の高架路線と御茶ノ水駅 - 中野駅間の線増（複々線化）建設を行い、前者は1932年（昭和7年）7月1日に、後者は1933年（昭和8年）9月15日に完成した。1943年（昭和18年）には中央本線神田駅 - 御茶ノ水駅間にあった万世橋駅を廃止した。
1933年に中央本線と総武本線の相互乗り入れが開始された当初、急行電車（現在の快速）は平日朝夕ラッシュ時のみの運行でこの時間帯に限り御茶ノ水駅 - 中野駅間で総武本線直通の各駅停車が運転された。ただし、戦前は中央本線中野駅発着の列車は総武本線側で両国駅折り返し、総武本線の両国駅以遠発着の列車は中央本線側で飯田橋駅折り返しが基本だった。また、急行電車が運行される時間帯も東京駅 - 中野駅間の各駅停車が運転されていた。平日朝夕ラッシュ時以外は日中閑散時も含め総武本線の列車は御茶ノ水駅折り返しで東京発の列車がすべて中央本線の緩行線を走っていた。戦後、東京都隅田川以東や千葉県からの旅客が激増したことから両国駅折り返しがなくなり、平日ダイヤは1959年（昭和34年）11月9日から、休日ダイヤは1966年（昭和41年）4月28日から、現在と同様に急行電車（現在の快速）の運転時間が早朝・深夜を除く終日に拡大され、総武本線発着の列車の大半が中野駅まで直通するようになった。
両国駅 - 御茶ノ水駅の高架線と御茶ノ水駅 - 中野駅の複々線化が以上の経緯で建設されたのに対し、それ以外の線増区間は首都圏5方面通勤輸送改善作戦の一環として中野駅 - 立川駅間で計画された。中央本線側の複々線化事業は1966年（昭和41年）に、営団（現在の東京メトロ）東西線乗り入れと共に中野駅から荻窪駅までの区間が、1969年（昭和44年）に荻窪駅から三鷹駅までの区間が緩行線の新設ということで完成し、中央・総武線電車が三鷹駅までの乗り入れを果たし、現在の三鷹駅 - 千葉駅間の中央・総武線の原形が完成した。その間、1963年（昭和38年）には山手線の103系電車の新製投入に伴い、101系電車が中央・総武線に順次転入し1969年（昭和44年）に全車両が101系に統一された。なお、三鷹駅 - 立川駅間の線増は未着手のままとなっている（詳細は中央線快速#複々線化を参照）。
また、複々線化される前の1968年（昭和43年）10月1日のダイヤ改正から中央本線の中野駅始発で成田駅・木更津駅へ毎日1時間に1 - 2本程度、総武線快速電車が走り始めた。この快速は現在の総武快速線とは本質的には異なるものといえるが、停車駅など後の総武快速線に踏襲されている部分もある（詳細は後述）。
1972年（昭和47年）7月15日に東京駅から錦糸町駅までの新設と錦糸町駅から津田沼駅までの複々線化で快速電車を分離し、これまで運行されていた中野駅発着の快速は廃止された。ただし、津田沼駅 - 千葉駅間は複線だったので、各駅停車と快速が共用した。1981年（昭和56年）に津田沼駅から千葉駅までの総武快速線が完成したことで、ほぼ現行の運行形態になっている。1982年（昭和57年）には101系置き換えのため201系電車が投入された。
1990年代末期に当路線を走る103系の車両故障が頻発したため、老朽車両ばかりを走らせているとマスメディアから非難された。この影響から、1998年（平成10年）に209系500番台電車、2000年（平成12年）にE231系電車が導入されると、103系などの旧型電車は短期間で置き換えられた。なお当路線に在籍していた201系や205系はこの時点ではさほど老朽化しておらず、問題になっていた車両ではなかったが、他路線に残っていた103系の置き換えや209系・E231系に統一させることで整備の合理化を図るため、京葉線・青梅線・五日市線などに転出した。
2020年（令和2年）3月13日の終電までは、早朝・深夜帯は中央本線と総武本線の直通運転は行わず、本来の分岐駅である御茶ノ水駅で分離した運行形態となっており、御茶ノ水駅 - 高尾駅間の中央本線区間は中央線快速用の電車の一部がLED表示を黄色にして東京駅発着の各駅停車として運行し、黄色い帯の中央・総武緩行線車両は千葉駅・津田沼駅 - 御茶ノ水駅間の総武本線区間のみを運行していた。同年3月14日のダイヤ改正で、終日にわたり中央本線と総武本線を直通するダイヤに変更された。
2021年（令和3年）1月20日に、新型コロナウイルス感染症の拡大に伴う緊急事態宣言の発出および国・関係自治体からの要請に伴い、以下の列車を運休した。
- 東行：津田沼駅を1時06分以降に発車する列車を運休。終電が全区間で最大20分程度繰り上げ。
- 西行：中野駅を0時57分以降に発車する列車を運休。終電が中野駅 - 三鷹駅間で20分程度繰り上げ。平日ダイヤの終電が千葉駅 - 津田沼駅間で14分程度繰り上げ。

## 運行形態
本節では、2021年（令和3年）3月13日以降の運行形態を説明する。
電車は、総武本線では千葉駅・幕張駅（平日のみ）・津田沼駅・西船橋駅・御茶ノ水駅、中央本線では御茶ノ水駅・中野駅・三鷹駅を始発・終点とする形で運転されている。
総武本線区間では、馬喰町駅・新日本橋駅・東京駅には乗り入れないので、両国駅・浅草橋駅から同方面へは、錦糸町駅まで行きそこから快速電車に、また、西千葉駅 - 亀戸駅間の快速電車通過駅から同方面へは、途中の快速停車駅での乗り換えが必要となる。
一方、中央本線区間では、中央本線神田駅・東京駅および武蔵境駅以西には乗り入れないので、水道橋駅 - 東中野駅 - 西荻窪駅間の快速電車通過駅から同方面へは、途中の快速停車駅での乗り換えが必要となる。

### 中央・総武線（各駅停車）
御茶ノ水駅を境に中央本線緩行線と総武本線緩行線の直通運転（以下、本節では「中央・総武線」と表記）が実施されている。
朝夕ラッシュ時は約2 - 3分間隔、日中時間帯は約5分間隔で運行されている。ただし、千葉駅 - 津田沼駅間および中野駅 - 三鷹駅間では運行間隔が広がる。なお、中野駅 - 三鷹駅間では平日と土曜・休日で1時間の運行本数が異なり、平日は8本であるが、土曜・休日は12本となる（いずれも地下鉄東西線直通電車4本を含む）。これは土休日の中央線快速電車が高円寺駅・阿佐ケ谷駅・西荻窪駅を通過するためである。なお、平日中野駅 - 三鷹駅間で各駅に停車する中央線快速電車は1時間に9本運転されており、これを合わせると同区間は1時間に17本となる。
平日の日中を中心に、中央・総武線と地下鉄東西線直通電車（三鷹駅発着）は中野駅で乗り継ぐ形になる（主に中央・総武線の中野駅発着が2本連続する時間帯）。また、平日朝夕ラッシュ時には津田沼駅 - 西船橋駅間でも地下鉄東西線直通電車が運転されており、その部分で西船橋駅折り返しが設定されている。中野駅および西船橋駅では、平常ダイヤにおいて2 - 3分程度乗り換え時間が確保されている場合もあるが、遅延した場合でも双方の接続の考慮は基本的にされない。
土休日夜間（新宿駅基準西行19時以降）は1往復を除いて中野駅で折り返す電車はなく、中野駅隣接の中野電車区入庫もしくは三鷹駅発着となる。なお、土休日のこの時間帯における東西線電車の三鷹駅直通は西行・東行の各1本を除きすでに終了している。
御茶ノ水駅では中央線快速系統の電車と対面乗り換えできるものの、双方の接続は行われない場合がある。一方、総武快速線系統の電車とは対面乗り換えができず、分岐駅である錦糸町駅での接続は考慮されない。
かつては、平日朝ラッシュ時を中心に千葉方面から飯田橋駅で折り返す電車もわずかに設定されていた。しかし、現在は市ケ谷寄りに設置されていた引上線が撤去され、折り返し運転が不可能になっている。
その空いたスペースを利用してカーブに掛かっていた飯田橋駅のホームを市ケ谷方にずらす工事が行われたため、現在、折り返し運転が行われていたものを示すものは残っていない。
幕張駅始発の電車が平日・土休日とも朝の西行きに1本ある。また、2020年3月改正より平日夕方に幕張駅折り返しの電車が設定されたが、2022年3月12日改正で廃止された。
2路線以上の相互直通運転が実施されている路線は、ダイヤが乱れた場合に直通運転を中止する事例が多い（本路線と地下鉄東西線、横須賀線と総武快速線、東海道線と宇都宮線・高崎線、中央線と青梅線、埼京線とりんかい線・川越線など）が、中央・総武線ではまれである。境界となる御茶ノ水駅の折り返し設備が十分ではないためで、隣の水道橋駅に折り返し設備が設置されている。この折り返し設備は御茶ノ水駅 - 中野駅間で中央・総武緩行線が不通になった場合に使われている。また、同様にダイヤが大幅に乱れた場合、幕張駅で運転を打ち切って折り返す場合もある。

#### 早朝・深夜および臨時ダイヤでの運転
西行の初電に御茶ノ水発三鷹行、朝の東行および深夜の西行に習志野運輸区からの出入庫を兼ねた千葉駅・津田沼駅発着、朝の西行および深夜の東行に中野駅・三鷹駅発着、平日のみ夜間の西行津田沼発西船橋行、東行の終電に三鷹発御茶ノ水行の区間電車が設定されている。これらの電車はすべて中央・総武緩行線専用の車両を用いて運行される。
大規模工事（近年では、新宿駅の跨線橋架け替え工事など）や年末年始の終夜運転などで中央本線の急行線の線路が使えなくなる場合は、中央本線区間の緩行線において中央・総武線と中央線各駅停車（東京駅 - 高尾駅・青梅駅）が交互に運転される場合がある。
2019年度まで年末年始の終夜運転では、定期ダイヤでは御茶ノ水行き西行最終で水道橋駅夜間留置となる電車が、臨時東行水道橋始発千葉行きとして、その他中野電車区もしくは武蔵小金井駅北方にある豊田車両センター武蔵小金井派出所入庫の一部電車も併せ千葉駅 - 中野駅 - 武蔵小金井駅間で運用された。一方、中央線快速用の電車により東京駅 - 高尾駅間を運転する中央線各駅停車も、中央・総武線と交互に運転された（中央線西行最終三鷹行きが高尾まで、または東行最終中野行きが東京まで延長運転されるなど）。2020年度以降は、通常ダイヤと同様に千葉駅 - 三鷹駅間での運転となっているが、水道橋駅で折り返す電車も引き続き設定されている。
2020年3月14日のダイヤ改正において、今後導入が予定されるホームドア設置に伴い、かつて運行されていた早朝・深夜に限った、中央線快速電車が御茶ノ水駅 - 三鷹駅間を緩行線経由で運行するための東京発の各駅停車の運行が廃止された。それに伴い、当該時間帯に総武本線千葉駅 - 御茶ノ水駅間のみの折り返し運転を行っていた中央・総武線の電車についても、御茶ノ水駅での折り返しを廃止したうえで、終日を通して千葉駅 - 御茶ノ水駅 - 三鷹駅間の直通運転を実施し、中央線三鷹駅より先、武蔵小金井・立川方面への乗り入れも廃止となった。

### 東京メトロ東西線直通電車
本節の区間表記は、JR線 - 東西線間相互直通電車（その先の東葉高速鉄道東葉高速線直通電車も含む）は、三鷹駅・中野駅→（東西線・東葉高速線）→西船橋駅・津田沼駅の順を用いるが、乗り入れ電車の区間表記は、東西線との接続駅が中央本線側が中野駅のため「西行」を、総武本線側が西船橋駅のため「東行」の区間表記順をそれぞれ用いる。
東京メトロ東西線と相互直通運転を行い、中央本線側が中野駅から三鷹駅まで、総武本線側が西船橋駅から津田沼駅までそれぞれ相互に乗り入れている。中央本線側は平日・土休日とも早朝と深夜を除く時間帯に乗り入れがあり、3分の1 - 半分弱程度（日中約15分間隔）の電車が東西線に直通しているが、総武本線側は平日朝夕のみの乗り入れである。
JR線 - 東西線間相互直通電車は、平日は三鷹駅・東陽町駅・妙典駅・西船橋駅発着および中野駅・津田沼駅発着が大半であるが、朝に浦安発三鷹行きがある。なお朝・夕のみであるが、東西線経由三鷹駅・津田沼駅発着という、東西線経由で両線の東西最長乗り入れ区間電車も運行されている。土休日は、三鷹駅・西船橋駅発着のみである。
東西線は東葉高速線とも相互直通運転を行っているが、ATS-Pおよび列車無線対応の関係で、東葉高速鉄道の車両が当線に乗り入れてくることもJR東日本の車両が東葉高速線に乗り入れることもない。その関係で、平日早朝の八千代緑が丘発三鷹行きや朝夕を中心とした時間帯に多数運行される三鷹駅 - 東葉勝田台駅間を直通する電車は、全て東京地下鉄の車両である。ただし、土休日は平日と比較すると三鷹駅・東葉勝田台駅発着電車は激減する。なお、昼間の東葉高速線直通の東西線快速電車は全て中野駅で折り返しているが、朝・夕のみ三鷹駅・ 東葉勝田台駅発着の東西線快速電車（平日のみ東葉勝田台発三鷹行きの通勤快速もあり）が運行される。2017年3月4日のダイヤ改正で、三鷹発八千代緑が丘行きの各駅停車が設定されたが、2021年3月13日現在三鷹発東葉高速線直通電車は全て東葉勝田台行きである。
また、東西線内快速運転の電車（通勤快速、2014年3月15日の改正で廃止された東葉快速も含む）はJR線の高円寺 - 三鷹駅間・西船橋駅 - 津田沼駅間でも「快速」または「通勤快速」の案内となるが、中央本線の急行線や総武快速線の線路への乗り入れではなく、中央・総武緩行線の線路にて運転され、それぞれの乗り入れ区間では各駅に停車する。なお、上記の東西線経由三鷹駅・津田沼駅発着電車の一部は「快速」または「通勤快速」（「通勤快速」は津田沼発のみ）で運行される。

### 運転区間・頻度
本節の区間表記および駅名表記順は、「東行」の表記順を用いる。
三鷹駅 - 千葉駅間を直通運転する系統と、途中駅の中野駅・御茶ノ水駅・西船橋駅・津田沼駅・幕張駅が始発・終点となる系統がある。2020年3月14日のダイヤ改正前は、御茶ノ水駅から神田駅停車・東京駅発着や、三鷹駅から武蔵小金井・立川方面に直通する電車も運転されていた。
| 種別＼駅名       | 種別＼駅名 | 三鷹    | …       | 中野 | 中野          | …             | 津田沼        | 津田沼        | …             | 千葉          |
| ---------------- | ---------- | ------- | ------- | ---- | ------------- | ------------- | ------------- | ------------- | ------------- | ------------- |
| 中央・総武緩行線 | 各駅停車   | 2本     | 2本     | 2本  | 2本           | 2本           | 2本           | 2本           | 2本           | 2本           |
| 中央・総武緩行線 | 各駅停車   | 2本     |         |      |               |               |               |               |               |               |
| 中央・総武緩行線 | 各駅停車   |         | 3 - 4本 |      |               |               |               |               |               |               |
| 中央・総武緩行線 | 各駅停車   | 3 - 4本 |         |      |               |               |               |               |               |               |
| 東西線直通       | 各駅停車   | 4本     | 4本     | 4本  | →東西線西船橋 | →東西線西船橋 | →東西線西船橋 | →東西線西船橋 | →東西線西船橋 | →東西線西船橋 |

| 種別＼駅名       | 種別＼駅名 | 三鷹 | …   | 中野 | 中野          | …             | 津田沼        | 津田沼        | …             | 千葉          |
| ---------------- | ---------- | ---- | --- | ---- | ------------- | ------------- | ------------- | ------------- | ------------- | ------------- |
| 中央・総武緩行線 | 各駅停車   | 4本  | 4本 | 4本  | 4本           | 4本           | 4本           | 4本           | 4本           | 4本           |
| 中央・総武緩行線 | 各駅停車   | 4本  |     |      |               |               |               |               |               |               |
| 中央・総武緩行線 | 各駅停車   |      | 2本 |      |               |               |               |               |               |               |
| 中央・総武緩行線 | 各駅停車   | 2本  |     |      |               |               |               |               |               |               |
| 東西線直通       | 各駅停車   | 4本  | 4本 | 4本  | →東西線西船橋 | →東西線西船橋 | →東西線西船橋 | →東西線西船橋 | →東西線西船橋 | →東西線西船橋 |

### 優等列車など
錦糸町駅 - 御茶ノ水駅間を経由して、千葉駅から中央本線へ運行される列車として定期列車の特急「あずさ」・「富士回遊」および新宿駅から総武本線（銚子方面）・成田線・内房線・外房線方向へ運行される列車として臨時列車の特急「新宿さざなみ」・「新宿わかしお」・「あやめ祭り」や快速「B.B.BASE」などが設定されている。これらはいずれも千葉駅 - 錦糸町駅間は総武快速線、御茶ノ水駅以西は中央線快速と同じく急行線を走行する（B.B.BASEのみ両国駅発着）。また、かつては同ルートで、中央線・青梅線・五日市線に直通する、同じく臨時列車の「ホリデー快速おくたまハイキング号・あきがわハイキング号」も設定されており、これには中央線用201系も使用されていた。総武快速線および錦糸町駅 - 御茶ノ水駅間に中央線快速系統の車両が乗り入れる、数少ない例であった（詳細は各列車の項目を参照）。
なお、特急「成田エクスプレス」は山手貨物線および横須賀線回りのため、同区間を経由しない。ただ、八王子方面から運行されていた特急「ウイング号」は同区間を経由していた。

### 列車番号と運用
列車番号は、上2桁（時間帯によっては1桁）が始発駅の発車時間帯（24時制）を表し、下2桁が運用番号となる方式を採用している。運用番号は西行は2桁の奇数の番号である。東行が中央本線基準で上り扱いのため、当該運用番号から1を減じた偶数を用いて列車番号とする。
運用番号が100を超え2桁の数字だけでは表しきれないため、運用番号100未満は末尾に「B」を加えた形、運用番号100以上は下2桁の数字の末尾に「C」を加えた形で表される（01B - 99B、01C - 11C）。2019年までは、このアルファベットはB運用とC運用という異なる運用を表しており、使用される車両が区別されていた（ただし、ダイヤの乱れや車両の検査入場など、運用上の都合でB運用割当車両によるC運用や、C運用割当車両によるB運用が発生する場合もあった）。2004年までは、B運用は三鷹電車区あるいは中野電車区所属車両（主に201系電車や205系電車）、C運用は習志野電車区所属車両（主に103系電車及び209系電車、E231系電車）が割り当てられていた。国鉄時代からの車両が引退し、さらに2003年12月には全車両が三鷹電車区に移籍したため、2004年のダイヤ改正からB運用が6扉車両を連結するE231系電車、C運用が6扉車を持たない209系電車という割り当てに変更された。この区別の意味合いを表す例として、朝ラッシュの最混雑時間帯の西行列車がB運用のみとなっていたことが挙げられる。中央本線区間は混雑率が低いのに対して、総武本線区間では激しく混雑するためである。6扉車両や編成の置き換え等に伴い、2018年3月17日のダイヤ改正よりB運用とC運用の区別が事実上消滅し、2019年3月16日のダイヤ改正より現在の形となった。
東西線直通電車の列車番号末尾のアルファベットは、東西線内で快速運転をする電車（通勤快速を含む）についてはA、東西線内で各駅に停車する電車についてはYを使用する。運用番号は東西線内と共通である。ただし、東西線内での列車番号下2桁は西船橋方面、中野方面ともに運用番号のままですべて奇数である。
かつて早朝・深夜に運転された東京駅発着の中央線各駅停車は、朝 - 夕方ラッシュ時間帯に快速で運用されている車両がそのまま運用されたため、末尾のアルファベットはTまたはHとなり、運用番号も快速で使われるものと共通であった。

### 女性専用車
2006年11月20日から、平日朝ラッシュ時（錦糸町駅7時20分 - 9時20分発）の中野・三鷹方面行き全電車の先頭10号車に女性専用車が設定されている。実施区間は千葉駅 - 御茶ノ水駅間で、中央本線区間と千葉駅方面行きの電車では設定されない。JR東日本では埼京線、中央線快速、常磐線各駅停車に次ぐ4例目である。
津田沼駅 - 西船橋駅間では、この間に運行される東京メトロ東西線直通電車にも女性専用車が設定されている。東西線では当初、中野駅までの全区間で実施（ただし、実施区間途中でも9時を以て一斉終了）していたが、のちに大手町駅までに変更された。

### 過去の運行列車
この節の本系統における区間表記は、「東行」の区間表記順を用いる。

#### 成田・木更津直通電車
1968年（昭和43年）3月28日に総武本線・成田線の千葉駅 - 成田駅間が、同年7月13日に房総東線（現・外房線）・房総西線（現・内房線）千葉駅 - 木更津駅間が電化されたことに伴い、朝夕に成田駅・木更津駅発着のカナリアイエロー色の101系電車を使用した直通電車が運行され、前者が朝に成田発1本（荻窪行き）と夕方に成田行き1本（中野発）が運行、後者が朝夕に中野駅・木更津駅発着電車が運行された。なお、成田駅方面の直通電車は同年10月1日のダイヤ改正から、朝に成田発2本（荻窪行き→のち三鷹行き）および佐倉発1本（中野行き）と夕方に成田行き3本（いずれも中野発→のち三鷹発）に増発された。ただし、いずれの電車も各駅停車で運行された。

#### 快速（1968年 - 1972年）
1968年（昭和43年）10月1日のダイヤ改正から、前節と同じく101系電車を使用した快速電車が中野駅 - 木更津駅間で6往復が運行、翌1969年（昭和44年）10月1日のダイヤ改正から中野駅 - 成田駅間でも快速電車が2往復運行された。この快速電車は、中野駅 - 千葉駅間での停車駅は中野駅 - 御茶ノ水駅間の各駅と秋葉原駅・両国駅・新小岩駅・市川駅・船橋駅・津田沼駅・千葉駅で、千葉駅以降の停車駅は、成田駅直通電車は四街道駅、佐倉駅に停車、木更津駅直通電車は2往復が五井駅のみで、4往復が各駅に停車した。最盛期には日中を中心に13往復が運行され、1972年（昭和47年）7月15日の総武快速線開業の前日まで運行された。快速電車の秋葉原駅 - 千葉駅間の所要時間は最速40分（平均43 - 46分）で、同区間の各駅停車の所要時間50 - 54分に比べて8 - 10分の短縮を実現したが、待避駅不足や快速通過駅での前後の電車との間隔が10分以上開くことなどが災いして利用客には不評だった。

#### 夏季の臨時運行
かつて房総各線で行われていた夏季の臨時ダイヤでは、各駅停車用の101系電車も充当された実績があり、一例として、1969年（昭和44年）7月11日の房総東線千倉駅までの電化延伸に伴って運行された臨時快速「さざなみ」、総武快速線開業と同時に外房線・内房線も全線電化された1972年（昭和47年）7月15日以降の夏ダイヤでは、両国駅 - 館山駅間に快速「青い海」が運行された。また、夏季ダイヤ期間中は臨時列車として外房線・内房線にも乗り入れ、外房線は勝浦駅、内房線は館山駅・千倉駅まで乗り入れた。翌1973年（昭和48年）以降は、113系などの増備が進んだため、101系による夏季の臨時運行はなくなった。

## 使用車両
すべて電車で、現在使用している車両はすべて片側4扉の10両編成である。

### 現在の使用車両

#### 中央・総武線各駅停車
御茶ノ水駅経由で中央・総武線として運行されている車両。現行車両では主にラインカラーである黄色（■）の帯を巻いている。いずれも三鷹車両センター所属。
- E231系0番台：2000年 -
  - 運用当初は5号車に6扉車を連結し、500番台置換え前の2014年時点では47編成が在籍していた。2017年4月20日の東急田園都市線の6扉車運用終了後は国内最後の運用線区となっていたが、2020年3月14日にB80・B82編成が運用離脱し運用を終了した[30]。以降は全車4扉車に組み換えられMT比が6M4Tに変更されたB10・B11・B12・B14・B26・B27編成の6本が在籍している。
- E231系500番台：2014年 - [31]
  - 52編成が在籍する。すべて山手線から転属した編成であり、現在の当線の主力車両である。

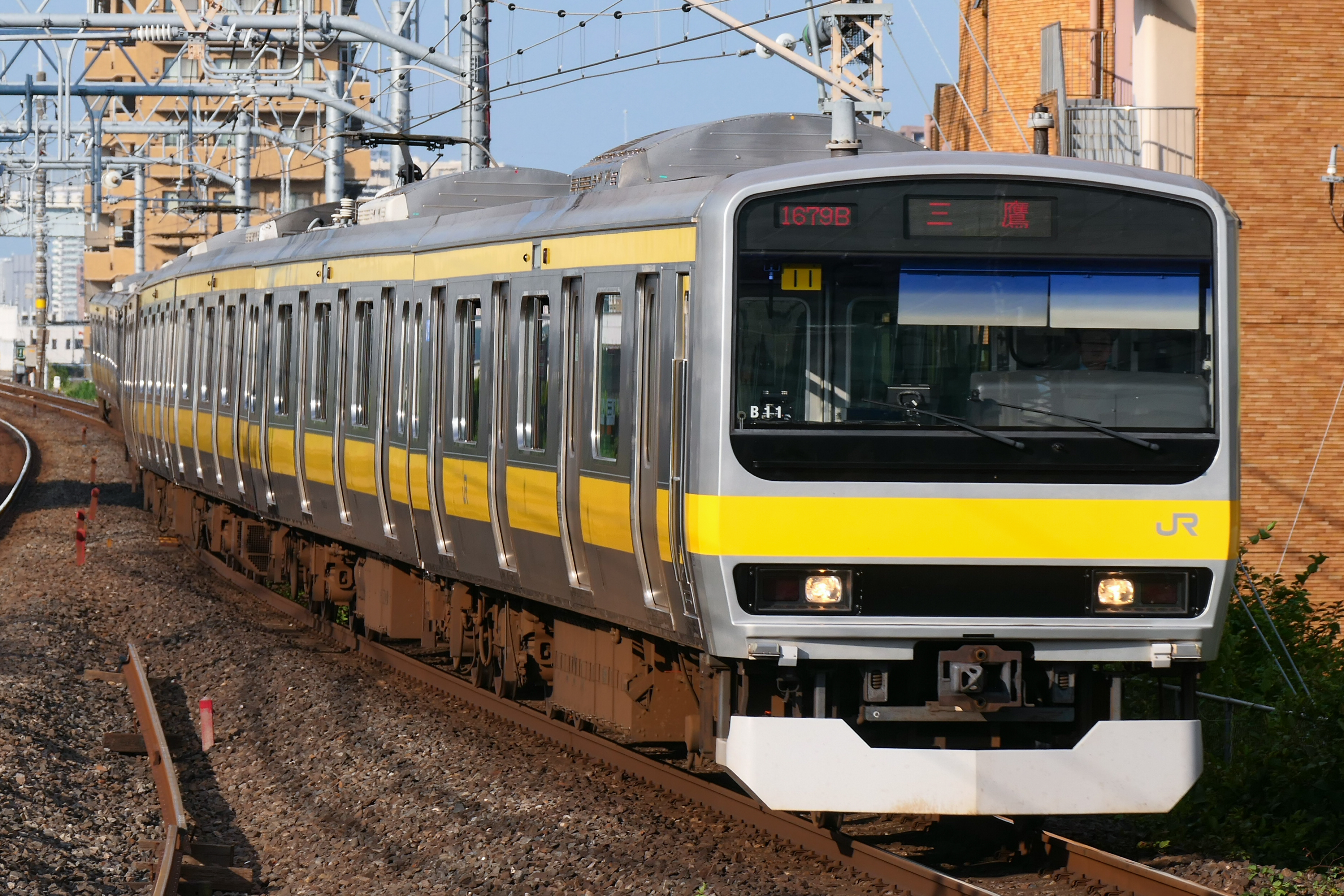
E231系0番台
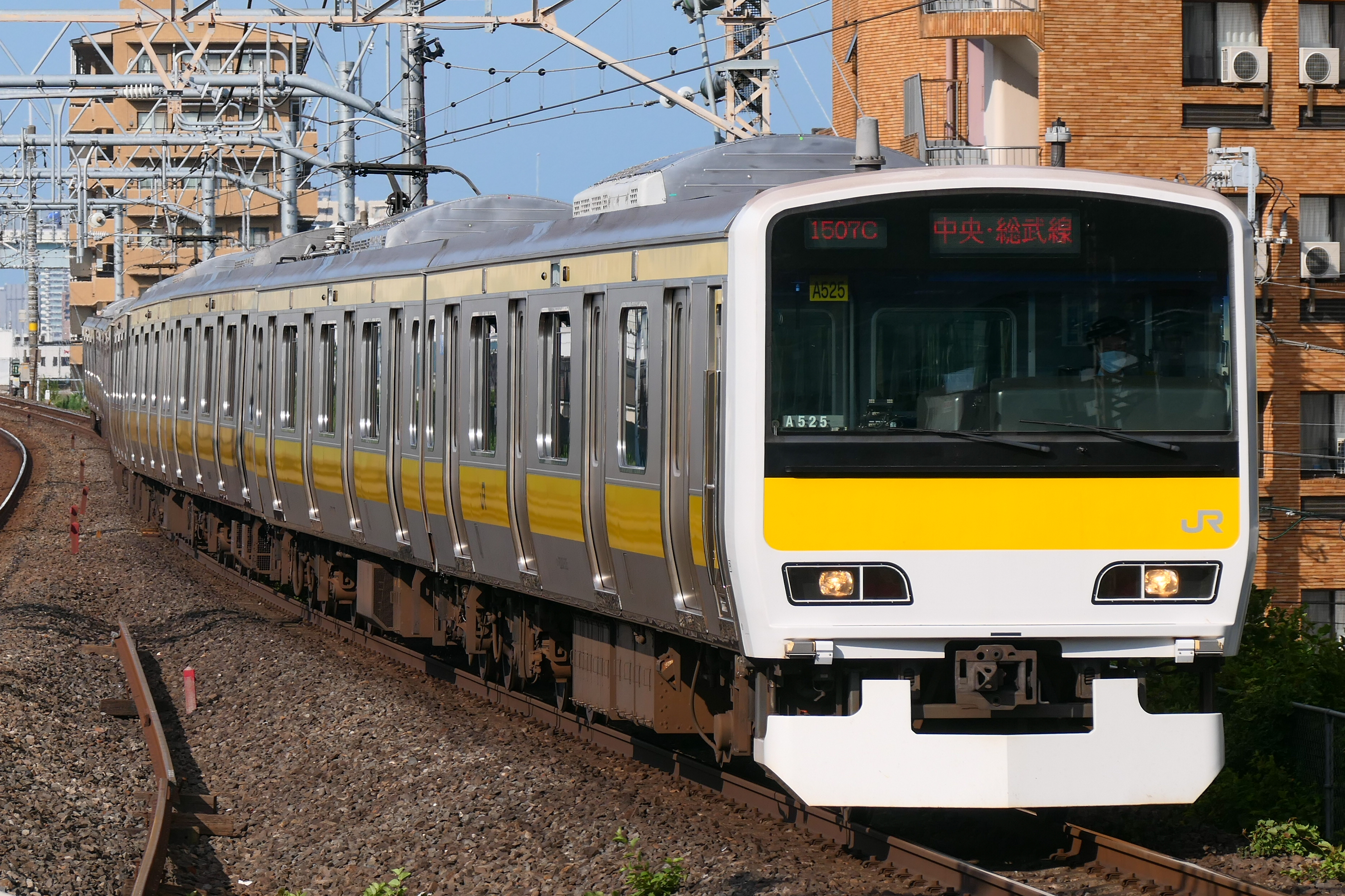
E231系500番台

#### 東京メトロ東西線乗り入れ車両
中央・総武緩行線から東京メトロ東西線へ乗り入れる運用は主に、三鷹駅 - 中野駅 …〈地下鉄東西線〉… 西船橋駅間および、中野駅 …〈地下鉄東西線〉… 西船橋駅 - 津田沼駅間（平日朝夕のみ）でなされている。また平日朝夕の一部の列車は東京メトロ東西線を貫通し、三鷹駅 - 中野駅 …〈地下鉄東西線〉… 西船橋駅 - 津田沼駅間を通して運用される。なお保安装置の関係上、東葉高速鉄道の車両が中央・総武緩行線に乗り入れることはなく、JR東日本の車両が西船橋駅から東葉高速鉄道へ乗り入れることもない。
- 東日本旅客鉄道
  - E231系800番台（三鷹車両センター所属）：2003年 -
    - 東西線のラインカラーに合わせたライトブルーとブルー（■■）の2本の帯を巻いている。
- 東京地下鉄
  - 05系：1988年 -
  - 07系：2007年 -
  - 15000系：2010年 -

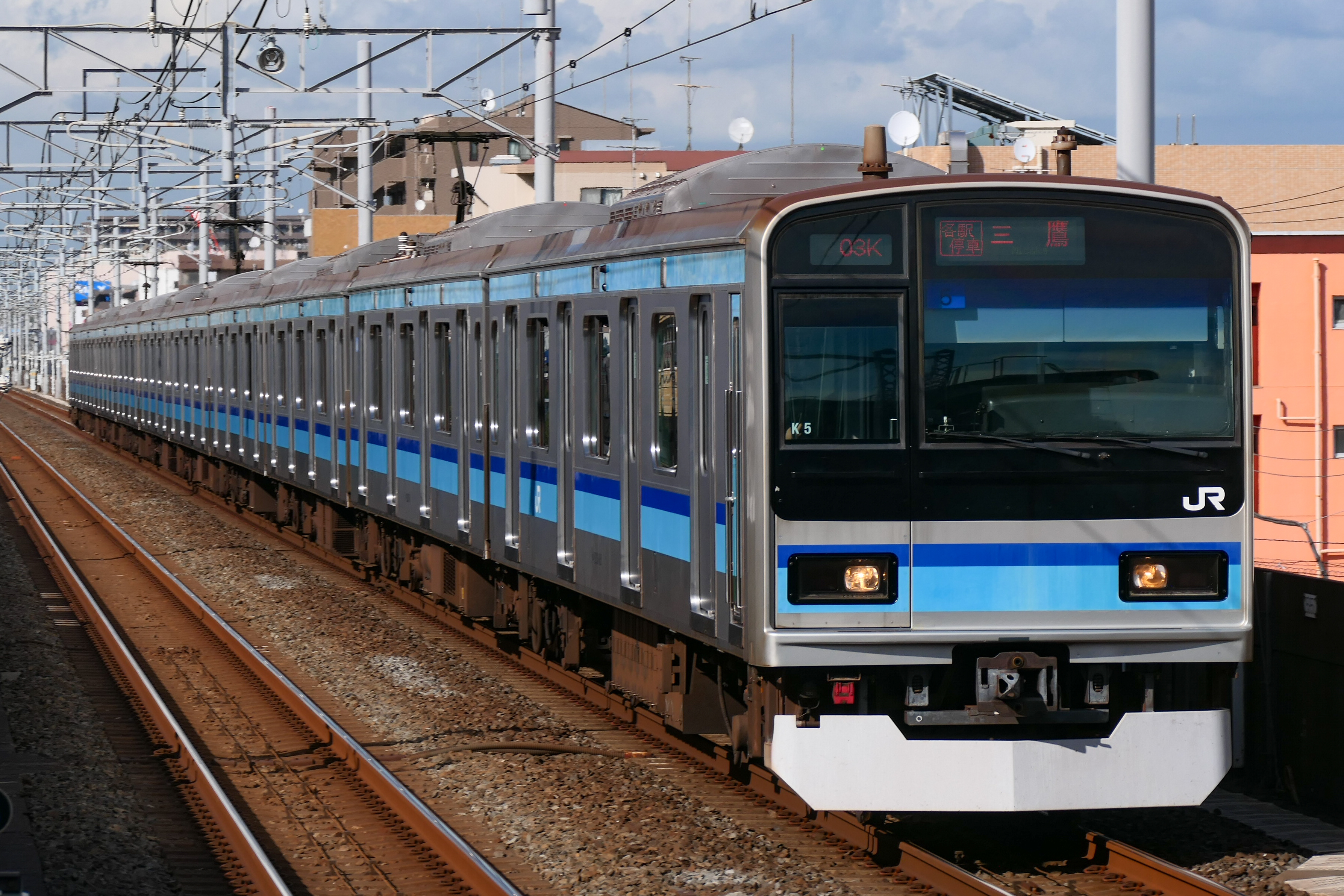
E231系800番台
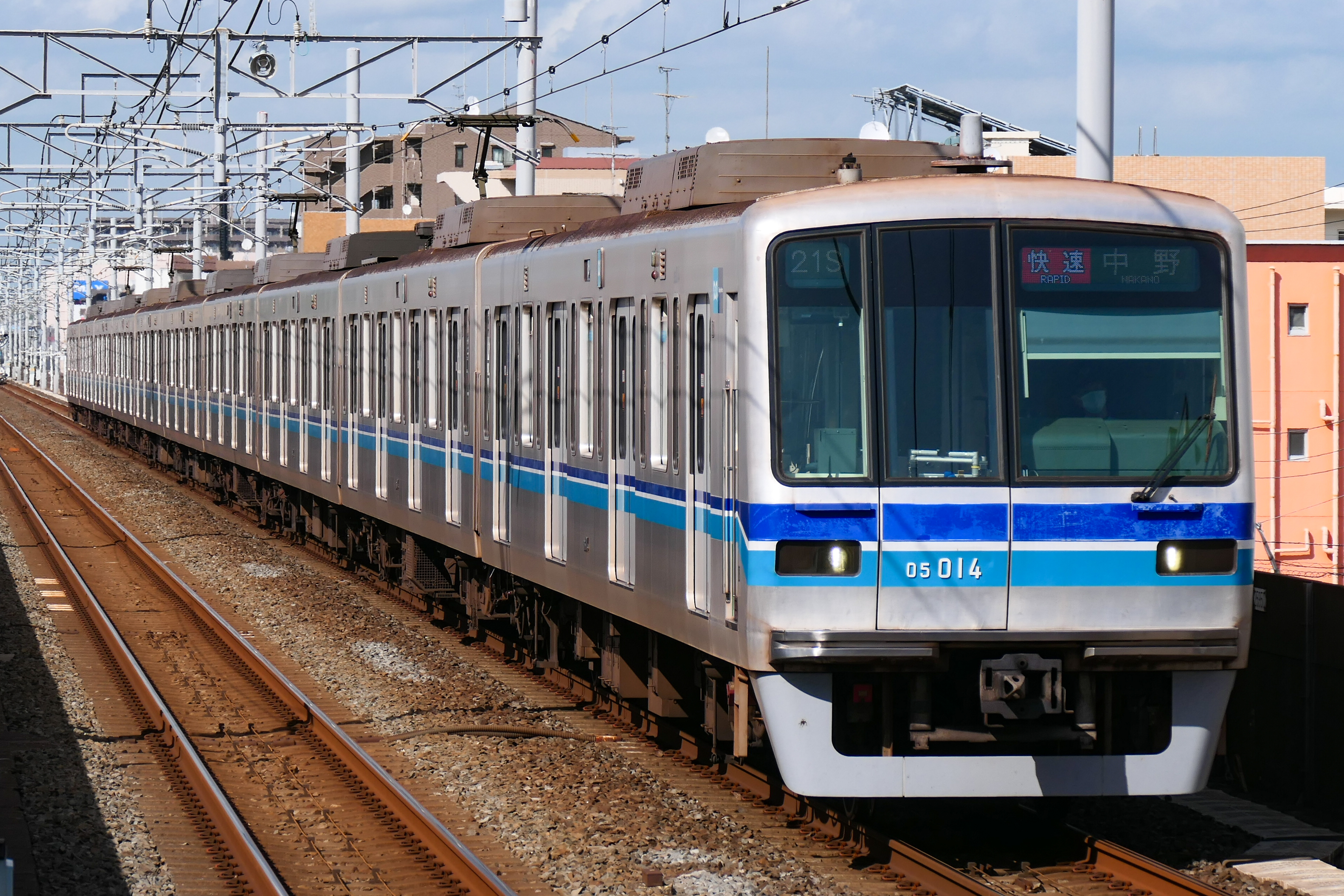
東京メトロ05系 （B修車）
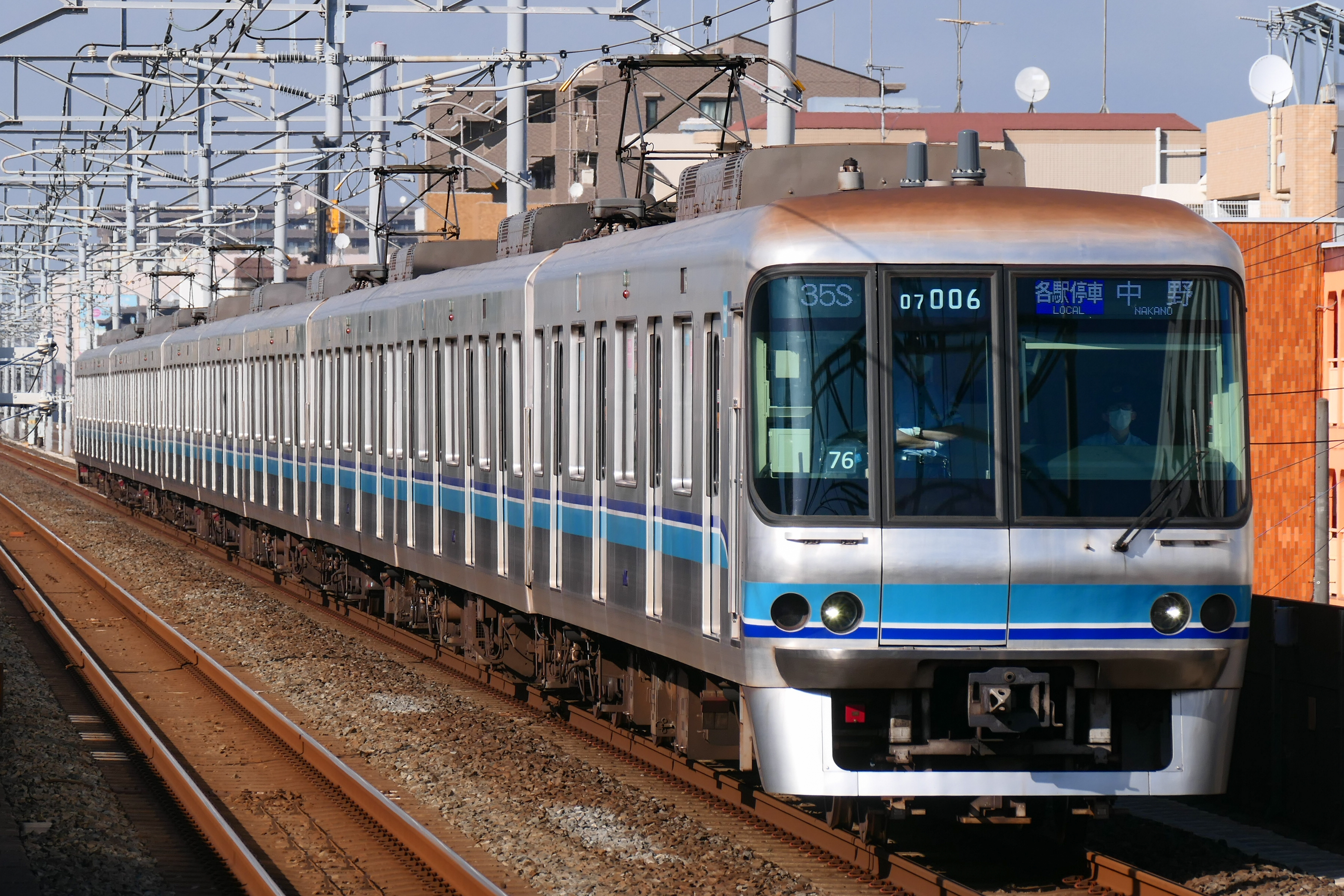
東京メトロ07系
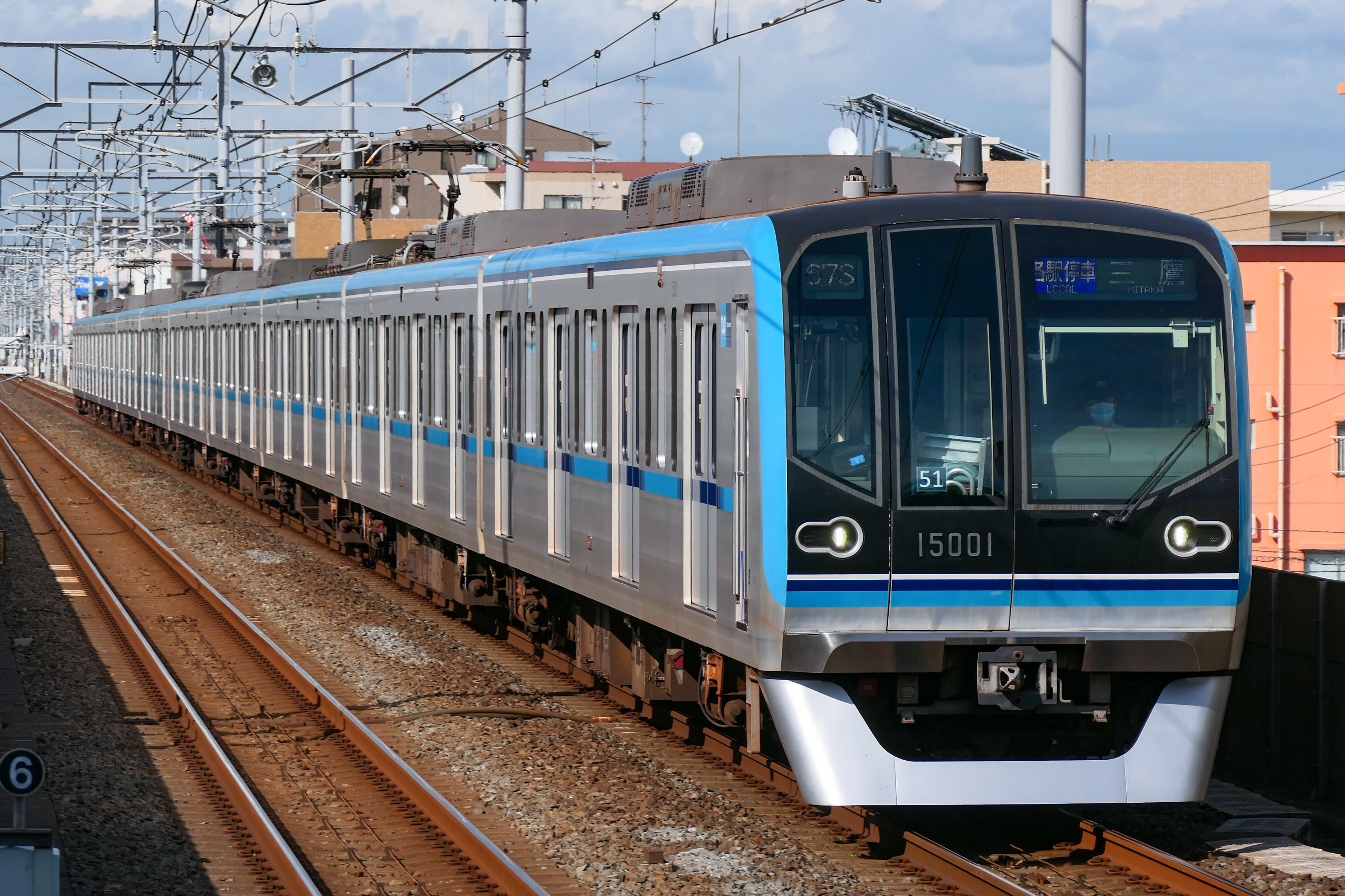
東京メトロ15000系

### 過去の使用車両

#### 中央・総武線各駅停車
新性能電車のみ記述
- 101系：1963年 - 1988年
- 103系：1979年 - 2001年
- 201系：1982年[32] - 2001年
- 205系：1989年 - 2001年
- 209系500番台：1998年 - 2019年

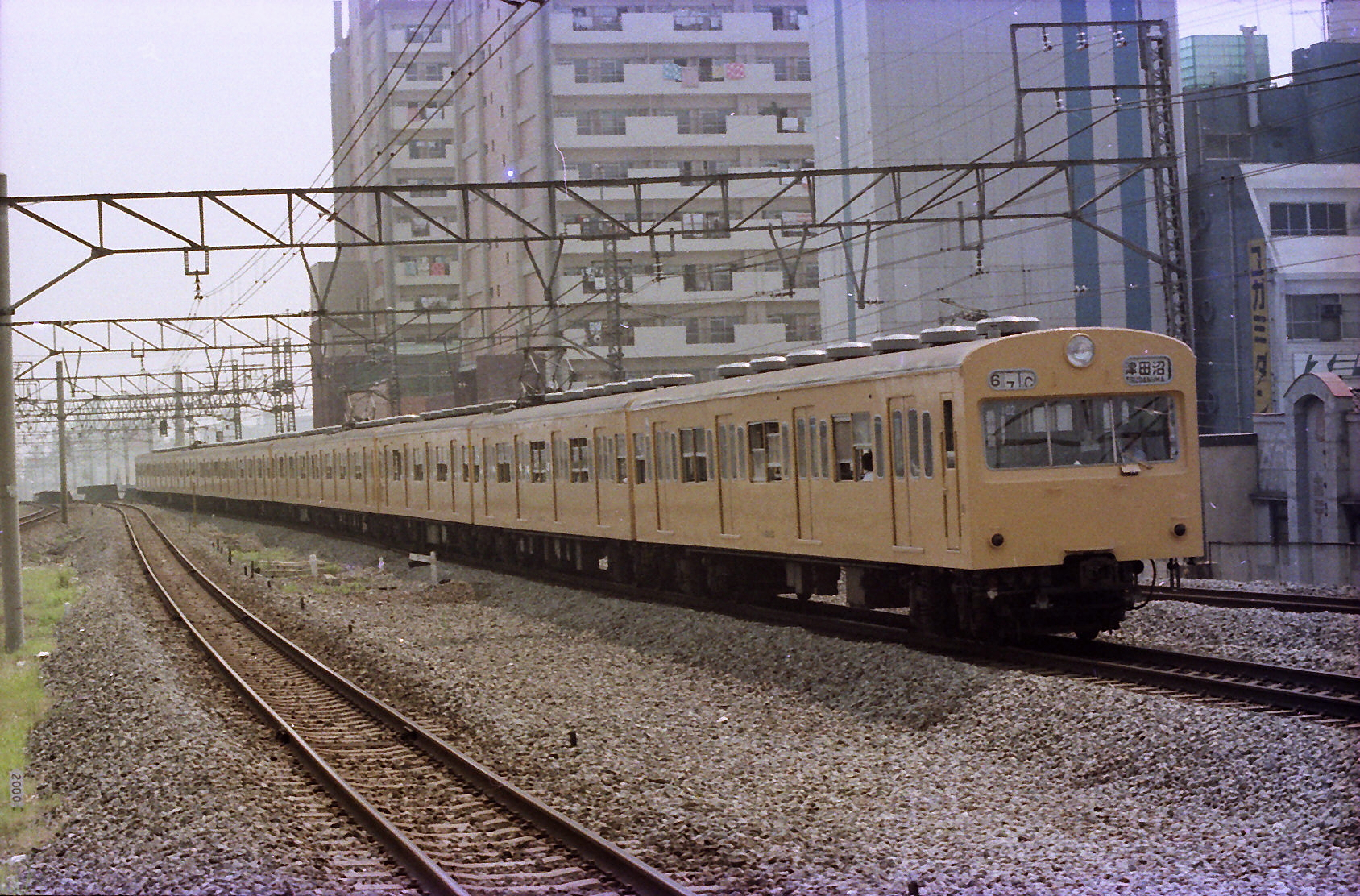
101系
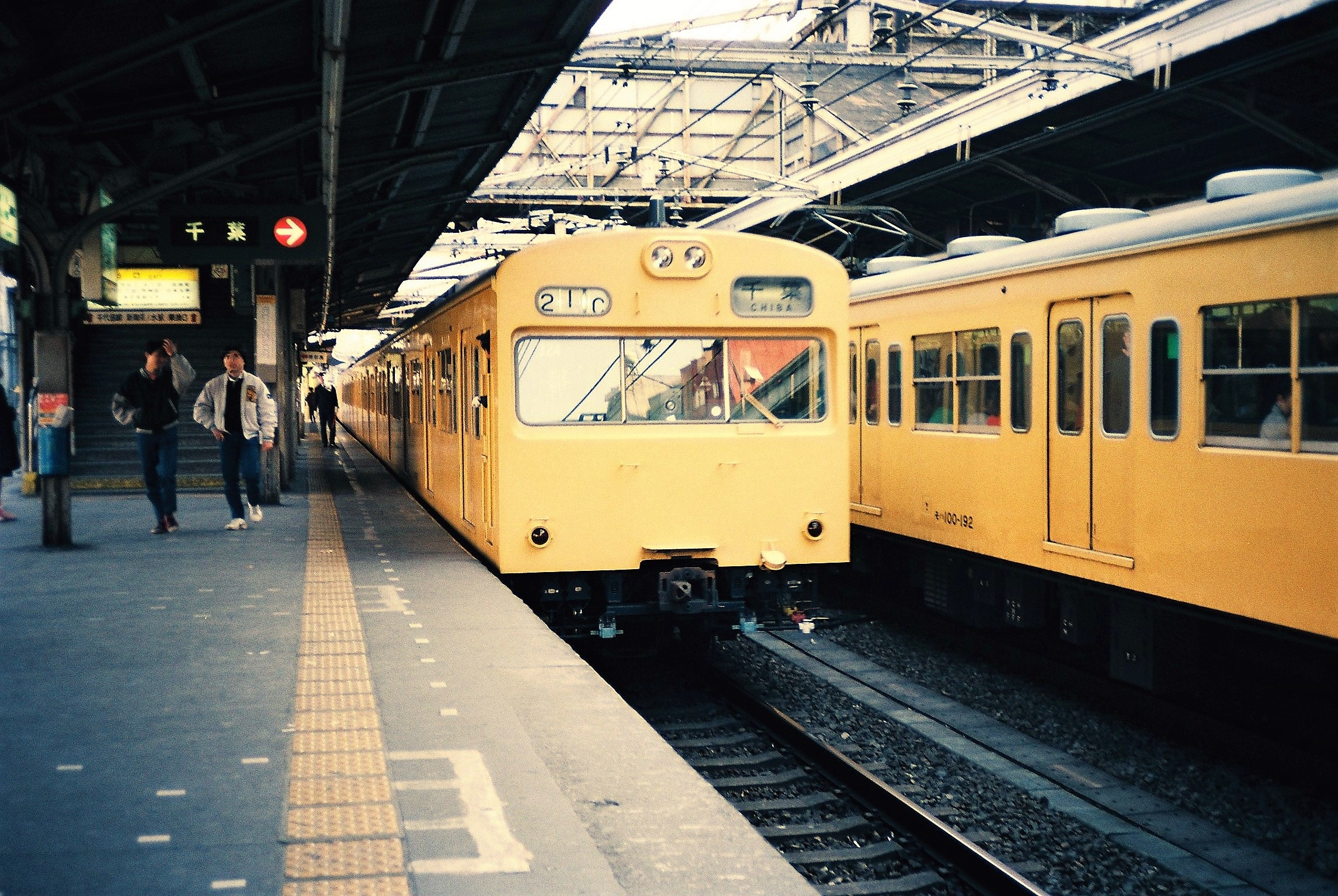
103系
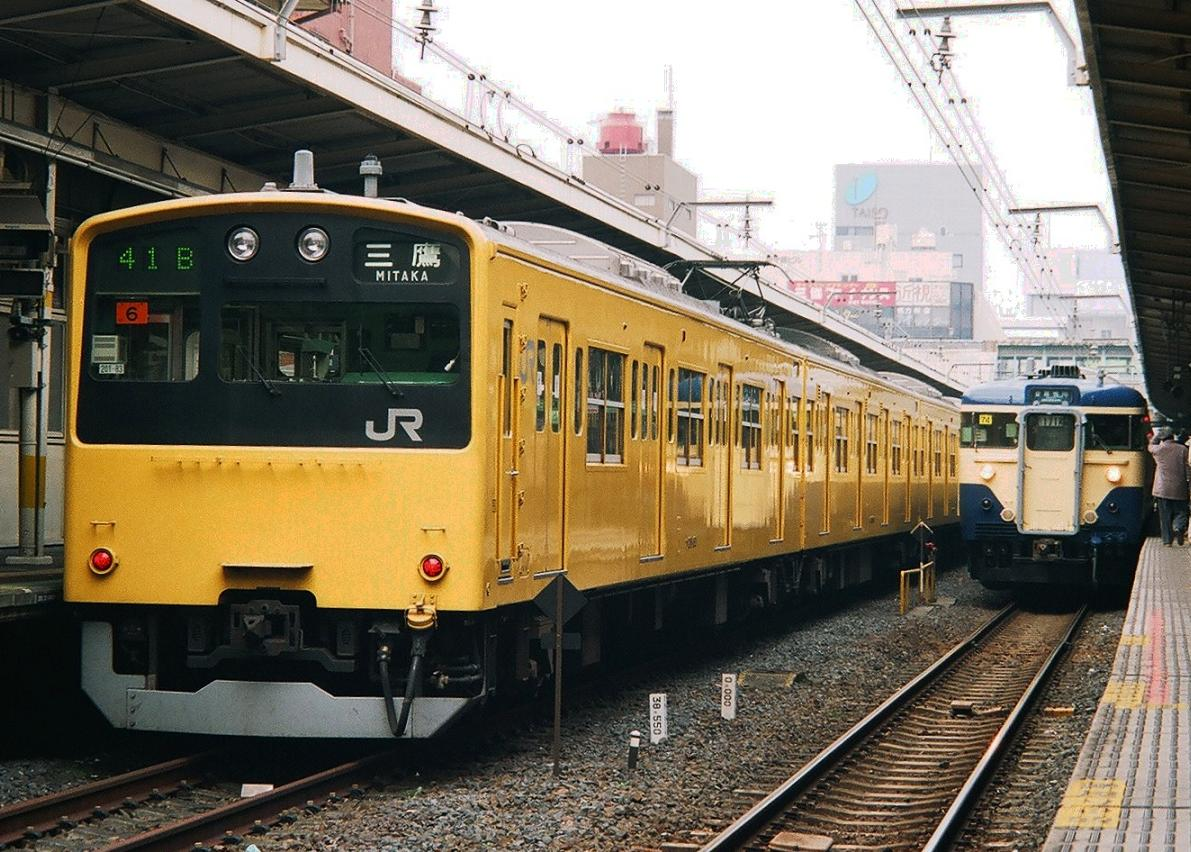
201系
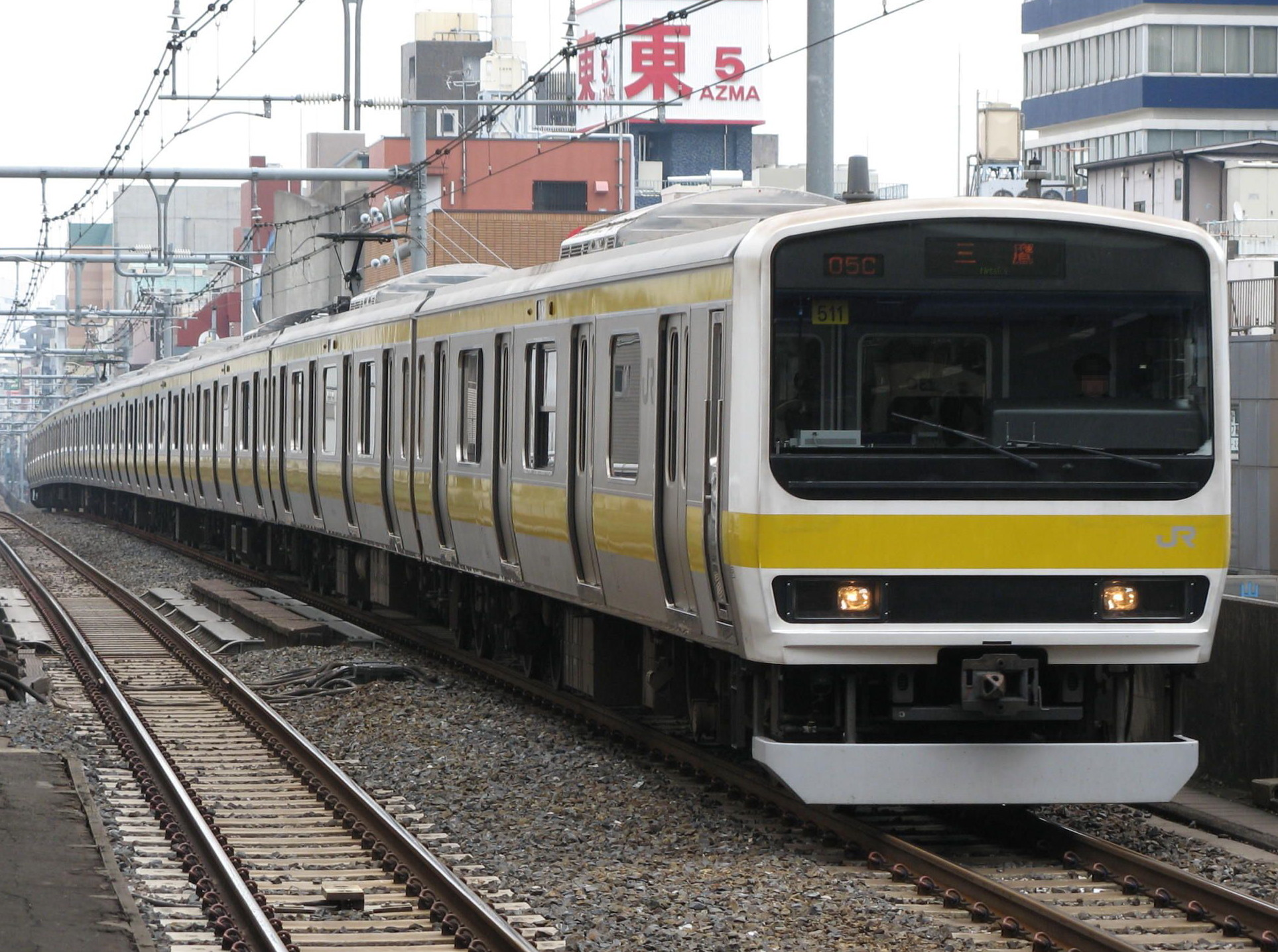
209形500番台

#### 東京メトロ東西線乗り入れ車両
- 日本国有鉄道 → 東日本旅客鉄道
  - 301系：1966年 - 2003年
  - 103系1000番台・1200番台：1971年 - 2003年
- 帝都高速度交通営団→東京地下鉄
  - 5000系：1966年 - 2007年
  - 8000系：1987年 - 1989年
    - 本来は半蔵門線用の車両で、製造時期を前倒ししたうえで05系が導入されるまでの間暫定的に東西線で使用された。紫色の帯のまま、「東西線」と書かれた青地のステッカーをドア上部に貼っていた。運用終了後は半蔵門線に転属した。

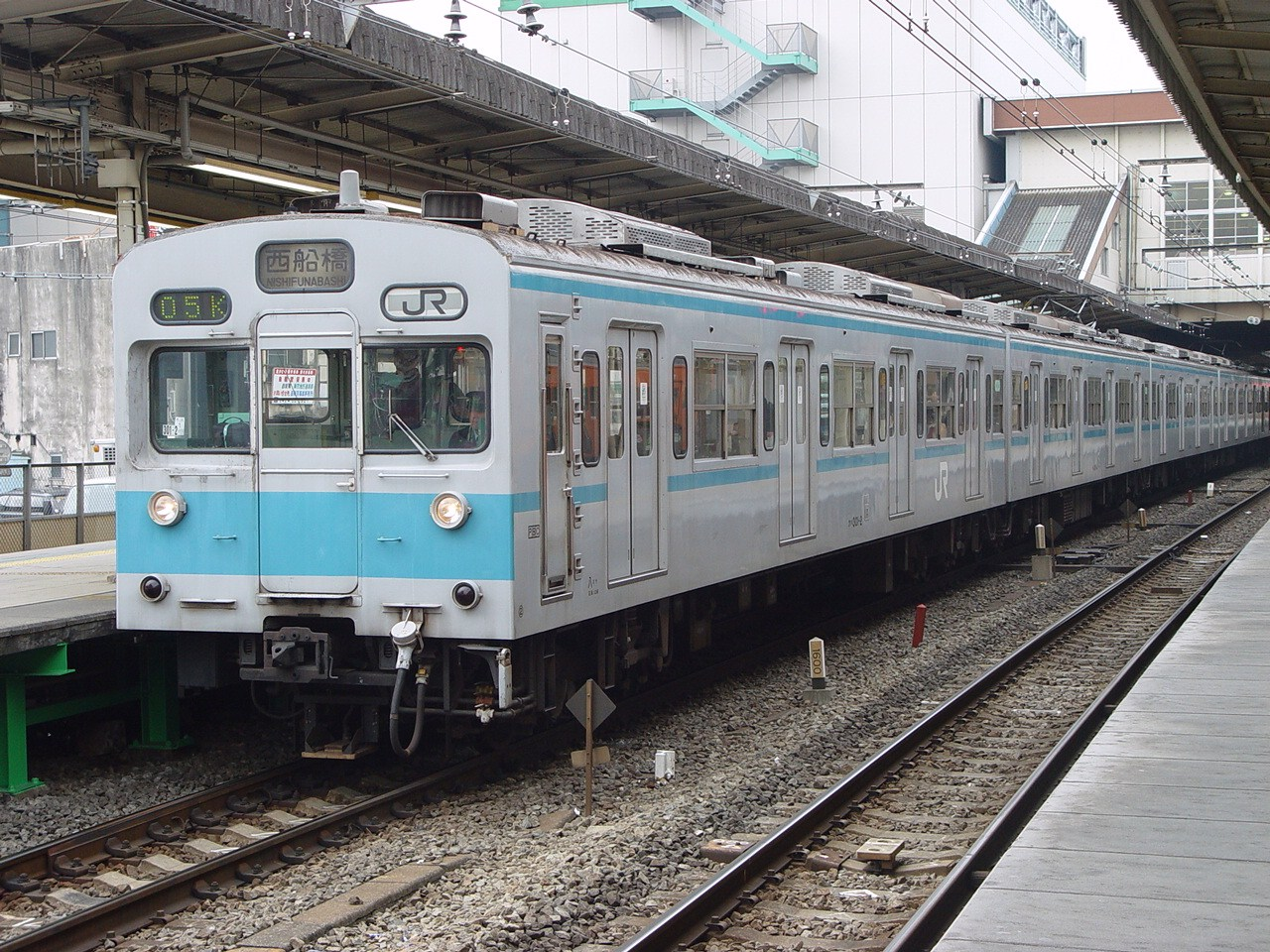
301系

## データ

### 路線データ
千葉駅 - 三鷹駅間の緩行線のもの。
- 路線距離（営業キロ）：60.2 km
  - 千葉駅 - 御茶ノ水駅間（総武本線）：38.7 km
  - 御茶ノ水駅 - 三鷹駅間（中央本線）：21.5 km
- 管轄（事業種別）：東日本旅客鉄道（第一種鉄道事業者）
- 軌間：1,067 mm
- 駅数：39（起終点駅を含む）
- 複線区間：全線
- 電化区間：全線（直流1,500 V）
- 閉塞方式：自動閉塞式
- 保安装置：ATS-P
- 最高速度：95 km/h
- 運転指令所：東京総合指令室
  - 準運転取扱駅（異常時、入換時は駅が信号を制御）：千葉駅・幕張駅・津田沼駅・西船橋駅・新宿駅・中野駅・三鷹駅
- 列車運行管理システム：東京圏輸送管理システム (ATOS)
- 車両基地：三鷹車両センター（三鷹駅）
- 大都市近郊区間：全線（東京近郊区間）
- IC乗車カード対応区間：全線（Suica首都圏エリア）

千葉駅 - 浅草橋駅間が千葉支社、秋葉原駅 - 西荻窪駅間が首都圏本部、吉祥寺駅 - 三鷹駅間が八王子支社の管轄であり、浅草橋駅 - 秋葉原駅間および西荻窪駅 - 吉祥寺駅間に支社境界がある。

### 混雑率の推移
2019年度の最混雑区間（錦糸町 → 両国間）の混雑率は194 %である。
総武本線区間における混雑率は、1963年度で315 %（最混雑列車で365 %）、1968年度で307 %を記録するなど極めて深刻なものであった。1969年に当路線のバイパス路線として営団地下鉄東西線（現：東京メトロ東西線）が全線開業し、1972年に総武快速線が一部開業した後は230 %を下回った。その後も輸送人員の増加は止まらず、1977年度以降は再度混雑率が240 %を越え、1980年代は260 %を越えることが度々あった。1992年度をピークに輸送人員が減少傾向に転じ、広幅車両を導入した直後の2000年度に混雑率が220 %を下回った。その後も輸送人員の減少により混雑は徐々に緩和され、2013年度に混雑率が200 %を下回った。2014年度以降は、最混雑区間の混雑率はバイパスである東西線を下回っている。なお、東西線の他にも、市川 - 千葉間では京成本線と京成千葉線が、本八幡以西では都営新宿線が競合しているが、当路線や東西線に旅客が集中する傾向にある。
2019年度時点でも総武本線区間のラッシュ時は激しい混雑に見舞われる状態であり、混雑率は全国の鉄道路線でも東京メトロ東西線、横須賀線に次いで高いものの、混雑率は年々減少傾向である。
その一方で、中央線区間においては快速電車に利用が集中する傾向にあり、混雑率が低い。国土交通省の調査による2010年度の最混雑区間のピーク時混雑率は、中央線快速の194 %に対し中央線各駅停車は90 %（代々木駅 → 千駄ケ谷駅間）となっており、首都圏の通勤路線の中ではラッシュ時の乗車率が唯一100 %未満である。
| 年度               | 最混雑区間輸送実績 | 最混雑区間輸送実績 | 最混雑区間輸送実績 | 最混雑区間輸送実績 | 最混雑区間輸送実績  | 最混雑区間輸送実績  | 最混雑区間輸送実績  | 最混雑区間輸送実績  | 特記事項                                            |
| 年度               | 錦糸町 → 両国間    | 錦糸町 → 両国間    | 錦糸町 → 両国間    | 錦糸町 → 両国間    | 代々木 → 千駄ケ谷間 | 代々木 → 千駄ケ谷間 | 代々木 → 千駄ケ谷間 | 代々木 → 千駄ケ谷間 | 特記事項                                            |
| 年度               | 運転本数：本       | 輸送力：人         | 輸送量：人         | 混雑率：%          | 運転本数：本        | 輸送力：人          | 輸送量：人          | 混雑率：%           | 特記事項                                            |
| ------------------ | ------------------ | ------------------ | ------------------ | ------------------ | ------------------- | ------------------- | ------------------- | ------------------- | --------------------------------------------------- |
| 1955年（昭和30年） | 18                 | 17,360             | 49,710             | 286                | 14                  | 13,720              | 33,400              | 243                 | 総武線区間の最混雑区間は平井→亀戸間                 |
| 1963年（昭和38年） | 26                 | 29,120             | 91,800             | 315                | 24                  | 26,880              | 46,880              | 174                 |                                                     |
| 1964年（昭和39年） | 24                 | 33,600             | 95,780             | 285                | 22                  | 29,400              | 51,210              | 174                 |                                                     |
| 1965年（昭和40年） | 24                 | 33,600             | 96,890             | 288                | 22                  | 29,400              | 52,440              | 178                 |                                                     |
| 1968年（昭和43年） | 24                 | 33,600             | 103,240            | 307                | 22                  | 29,120              | 44,258              | 152                 | 1969年3月29日、営団地下鉄東西線が西船橋まで延伸開業 |
| 1969年（昭和44年） | 24                 | 33,600             | 85,780             | 255                | 22                  | 28,000              | 49,260              | 179                 |                                                     |
| 1970年（昭和45年） | 24                 | 33,600             | 86,320             | 257                | 21                  | 28,280              | 54,650              | 193                 |                                                     |
| 1971年（昭和46年） | 24                 | 33,600             | 89,900             | 268                | 21                  | 28,280              | 54,600              | 193                 |                                                     |
| 1972年（昭和47年） | 20                 | 28,000             | 62,500             | 223                | 22                  | 30,800              | 54,300              | 176                 | 1972年7月15日、総武快速線運行開始                   |
| 1973年（昭和48年） | 20                 | 28,000             | 63,350             | 226                |                     |                     |                     |                     |                                                     |
| 1974年（昭和49年） | 20                 | 28,000             | 63,500             | 227                |                     |                     |                     |                     |                                                     |
| 1975年（昭和50年） | 20                 | 28,000             | 64,800             | 231                |                     |                     |                     | 181                 |                                                     |
| 1976年（昭和51年） | 20                 | 28,000             | 66,700             | 238                |                     |                     |                     |                     |                                                     |
| 1977年（昭和52年） | 20                 | 28,000             | 67,200             | 240                |                     |                     |                     |                     |                                                     |
| 1978年（昭和53年） | 20                 | 28,000             | 69,500             | 248                |                     |                     |                     |                     |                                                     |
| 1979年（昭和54年） | 20                 | 28,000             | 71,590             | 256                |                     |                     |                     |                     |                                                     |
| 1980年（昭和55年） | 20                 | 28,000             | 73,740             | 263                |                     |                     |                     |                     |                                                     |
| 1981年（昭和56年） | 22                 | 30,800             | 75,300             | 244                |                     |                     |                     |                     |                                                     |
| 1982年（昭和57年） | 22                 | 30,800             | 77,240             | 251                |                     |                     |                     |                     |                                                     |
| 1983年（昭和58年） | 22                 | 30,800             | 78,660             | 255                |                     |                     |                     |                     |                                                     |
| 1984年（昭和59年） | 22                 | 30,800             | 80,290             | 261                |                     |                     |                     |                     |                                                     |
| 1985年（昭和60年） | 22                 | 30,800             | 83,060             | 270                |                     |                     |                     | 186                 |                                                     |
| 1986年（昭和61年） | 24                 | 33,600             | 82,320             | 245                |                     |                     |                     |                     |                                                     |
| 1987年（昭和62年） | 24                 | 33,600             | 83,060             | 247                |                     |                     |                     |                     |                                                     |
| 1988年（昭和63年） | 24                 | 33,600             | 84,300             | 251                |                     |                     |                     |                     | 1989年3月19日、都営地下鉄新宿線が本八幡まで延伸開業 |
| 1989年（平成元年） | 24                 | 33,600             | 82,230             | 245                | 23                  | 32,200              | 32,700              | 102                 | 1990年3月10日、京葉線が全線開業                     |
| 1990年（平成02年） | 24                 | 33,600             | 82,970             | 247                | 23                  | 32,200              |                     |                     |                                                     |
| 1991年（平成03年） | 24                 | 33,600             | 87,300             | 260                | 23                  | 32,200              |                     |                     |                                                     |
| 1992年（平成04年） | 24                 | 33,600             | 87,500             | 260                | 23                  | 32,200              |                     | 104                 | 総武線区間の最混雑区間を錦糸町→両国間に変更         |
| 1993年（平成05年） | 25                 | 35,000             | 86,800             | 248                | 23                  | 32,200              |                     | 102                 |                                                     |
| 1994年（平成06年） | 25                 | 35,000             | 86,150             | 246                | 23                  | 32,200              |                     | 100                 |                                                     |
| 1995年（平成07年） | 25                 | 35,000             | 84,710             | 242                | 23                  | 32,200              |                     | 99                  |                                                     |
| 1996年（平成08年） | 26                 | 36,400             | 84,660             | 233                | 23                  | 32,200              | 32,190              | 100                 |                                                     |
| 1997年（平成09年） | 26                 | 36,400             | 84,860             | 233                | 23                  | 32,200              |                     | 99                  |                                                     |
| 1998年（平成10年） | 26                 | 36,400             | 84,000             | 231                | 23                  | 32,200              | 31,300              | 97                  |                                                     |
| 1999年（平成11年） | 26                 | 37,040             | 83,840             | 226                | 23                  | 32,200              | 31,220              | 97                  | 広幅車両導入年度                                    |
| 2000年（平成12年） | 26                 | 37,840             | 81,440             | 215                | 23                  | 33,320              | 31,520              | 95                  |                                                     |
| 2001年（平成13年） | 26                 | 38,480             | 81,420             | 212                | 23                  |                     |                     | 91                  | 全列車が広幅車両となる                              |
| 2002年（平成14年） | 26                 | 38,480             | 81,300             | 211                | 23                  | 34,040              | 30,790              | 90                  | 2003年3月19日、営団地下鉄半蔵門線が押上まで延伸開業 |
| 2003年（平成15年） | 26                 | 38,480             | 81,160             | 211                | 23                  | 34,040              | 30,510              | 90                  |                                                     |
| 2004年（平成16年） | 26                 | 38,480             | 80,884             | 210                | 23                  | 34,040              |                     | 89                  |                                                     |
| 2005年（平成17年） | 26                 | 38,480             | 79,590             | 207                | 23                  | 34,040              |                     | 89                  |                                                     |
| 2006年（平成18年） | 26                 | 38,480             | 79,420             | 206                | 23                  | 34,040              | 30,470              | 90                  |                                                     |
| 2007年（平成19年） | 26                 | 38,480             | 79,450             | 206                | 23                  | 34,040              | 31,070              | 91                  |                                                     |
| 2008年（平成20年） | 26                 | 38,480             | 78,600             | 204                | 23                  | 34,040              | 31,020              | 91                  |                                                     |
| 2009年（平成21年） | 26                 | 38,480             | 78,060             | 203                | 23                  | 34,040              | 30,810              | 91                  |                                                     |
| 2010年（平成22年） | 26                 | 38,480             | 78,004             | 203                | 23                  | 34,040              | 30,760              | 90                  |                                                     |
| 2011年（平成23年） | 26                 | 38,480             | 77,376             | 201                | 23                  | 34,040              | 30,690              | 90                  |                                                     |
| 2012年（平成24年） | 26                 | 38,480             | 77,140             | 200                | 23                  | 34,040              | 30,780              | 90                  |                                                     |
| 2013年（平成25年） | 26                 | 38,480             | 76,760             | 199                | 23                  | 34,040              | 31,130              | 91                  |                                                     |
| 2014年（平成26年） | 26                 | 38,480             | 76,730             | 199                | 23                  | 34,040              | 31,130              | 91                  |                                                     |
| 2015年（平成27年） | 26                 | 38,480             | 76,760             | 199                | 23                  | 34,040              | 31,570              | 93                  |                                                     |
| 2016年（平成28年） | 26                 | 38,480             | 76,370             | 198                | 23                  | 34,040              | 31,740              | 93                  |                                                     |
| 2017年（平成29年） | 26                 | 38,480             | 75,990             | 197                | 23                  | 34,040              | 33,180              | 97                  |                                                     |
| 2018年（平成30年） | 26                 | 38,480             | 75,230             | 196                | 23                  | 34,040              | 32,240              | 95                  |                                                     |
| 2019年（令和元年） | 26                 | 38,480             | 74,820             | 194                | 23                  | 34,040              | 33,790              | 99                  |                                                     |
| 2020年（令和02年） | 26                 | 38,480             | 42,870             | 111                | 23                  | 34,040              | 20,570              | 60                  |                                                     |
| 2021年（令和03年） | 26                 | 38,480             | 43,280             | 112                | 23                  | 34,040              | 20,930              | 61                  |                                                     |
| 2022年（令和04年） | 25                 | 37,000             | 46,860             | 127                | 19                  | 28,120              | 22,830              | 81                  |                                                     |

## 駅一覧
- 特定都区市内制度適用範囲の駅 ： 山＝東京山手線内、区＝東京都区内
- 停車駅
  - 各駅停車は全電車すべての駅に停車
    - 津田沼駅 - 西船橋駅間（平日朝夕のみ）、中野駅 - 三鷹駅間では東京メトロ東西線からの直通運転がある

  - 快速線との停車駅対応表は「横須賀・総武快速線」「中央線快速」の記事を参照
  - 錦糸町駅 - 御茶ノ水駅間を走行する特急・通勤ライナーの停車駅は各列車記事を参照
- 接続路線欄 ： 東日本旅客鉄道の路線名は運転系統上の名称（正式な路線名とは異なる）。駅名が異なる場合は⇒印で駅名を記す。
- 中央線快速列車との重複区間の三鷹駅 - 御茶ノ水駅間及び総武線快速列車との重複区間の錦糸町駅 - 千葉駅間は、それぞれ線路別複々線となっている（御茶ノ水駅構内を除く）。

| 正式路線名   | 駅番号        | 駅名            | 駅間営業キロ | 累計 営業キロ | 累計 営業キロ | 接続路線 | 所在地   | 所在地   | 所在地   |
| ------------ | ------------- | --------------- | ------------ | ------------- | --- | --- | -------- | -------- | -------- |
| 総武本線     | JB 39         | 千葉駅          | -            | 千葉 から 0.0 | 東京 から 39.2 | 東日本旅客鉄道：■内房線・■外房線・ 総武線（快速）・■総武本線〈成東・銚子方面〉(JO 28)・■ 成田線 千葉都市モノレール： 1号線・ 2号線 (CM03) 京成電鉄： 千葉線 ⇒京成千葉駅 (KS59) | 千葉県   | 千葉市   | 中央区   |
| 総武本線     | JB 38         | 西千葉駅        | 1.4          | 1.4           | 37.8 | | 千葉県   | 千葉市   | 中央区   |
| 総武本線     | JB 37         | 稲毛駅          | 1.9          | 3.3           | 35.9 | 東日本旅客鉄道： 総武線（快速）(JO 27) | 千葉県   | 千葉市   | 稲毛区   |
| 総武本線     | JB 36         | 新検見川駅      | 2.7          | 6.0           | 33.2 | | 千葉県   | 千葉市   | 花見川区 |
| 総武本線     | JB 35         | 幕張駅          | 1.6          | 7.6           | 31.6 | | 千葉県   | 千葉市   | 花見川区 |
| 総武本線     | JB 34         | 幕張本郷駅      | 2.0          | 9.6           | 29.6 | 京成電鉄： 千葉線 ⇒京成幕張本郷駅 (KS52) | 千葉県   | 千葉市   | 花見川区 |
| 総武本線     | JB 33         | 津田沼駅        | 2.9          | 12.5          | 26.7 | 東日本旅客鉄道： 総武線（快速）(JO 26) 京成電鉄： 松戸線 ⇒新津田沼駅 (KS66) | 千葉県   | 習志野市 | 習志野市 |
| 総武本線     | JB 32         | 東船橋駅        | 1.7          | 14.2          | 25.0 | | 千葉県   | 船橋市   | 船橋市   |
| 総武本線     | JB 31         | 船橋駅          | 1.8          | 16.0          | 23.2 | 東日本旅客鉄道： 総武線（快速）(JO 25) 東武鉄道： 野田線（東武アーバンパークライン）(TD-35) 京成電鉄： 本線 ⇒京成船橋駅 (KS22)                                                 | 千葉県   | 船橋市   | 船橋市   |
| 総武本線     | JB 30         | 西船橋駅        | 2.6          | 18.6          | 20.6 | 東日本旅客鉄道： 武蔵野線 (JM 10)・■京葉線 東京地下鉄： 東西線 (T-23)〈津田沼方面と直通運転（平日朝夕のみ）〉 東葉高速鉄道： 東葉高速線 (TR01)                                 | 千葉県   | 船橋市   | 船橋市   |
| 総武本線     | JB 29         | 下総中山駅      | 1.6          | 20.2          | 19.0 | | 千葉県   | 船橋市   | 船橋市   |
| 総武本線     | JB 28         | 本八幡駅        | 1.6          | 21.8          | 17.4 | 都営地下鉄： 新宿線 (S-21) | 千葉県   | 市川市   | 市川市   |
| 総武本線     | JB 27         | 市川駅          | 2.0          | 23.8          | 15.4 | 東日本旅客鉄道： 総武線（快速）(JO 24) | 千葉県   | 市川市   | 市川市   |
| 総武本線     | JB 26         | 小岩駅 区       | 2.6          | 26.4          | 12.8 | | 東京都   | 江戸川区 | 江戸川区 |
| 総武本線     | JB 25         | 新小岩駅 区     | 2.8          | 29.2          | 10.0 | 東日本旅客鉄道： 総武線（快速）(JO 23) | 東京都   | 葛飾区   | 葛飾区   |
| 総武本線     | JB 24         | 平井駅 区       | 1.8          | 31.0          | 8.2 | | 東京都   | 江戸川区 | 江戸川区 |
| 総武本線     | JB 23         | 亀戸駅 区       | 1.9          | 32.9          | 6.3 | 東武鉄道： 亀戸線 (TS-44) | 東京都   | 江東区   | 江東区   |
| 総武本線     | JB 22         | 錦糸町駅 区     | 1.5          | 34.4          | 4.8 | 東日本旅客鉄道： 総武線（快速）〈馬喰町・新日本橋・東京方面〉(JO 22) 東京地下鉄： 半蔵門線 (Z-13)                                                                              | 東京都   | 墨田区   | 墨田区   |
| 総武本線支線 | JB 22         | 錦糸町駅 区     | 1.5          | 34.4          | 錦糸町 から 0.0 | 東日本旅客鉄道： 総武線（快速）〈馬喰町・新日本橋・東京方面〉(JO 22) 東京地下鉄： 半蔵門線 (Z-13)                                                                              | 東京都   | 墨田区   | 墨田区   |
| 総武本線支線 | JB 21         | 両国駅 区       | 1.5          | 35.9          | 1.5 | 都営地下鉄： 大江戸線 (E-12) | 東京都   | 墨田区   | 墨田区   |
| 総武本線支線 | JB 20         | 浅草橋駅 区     | 0.8          | 36.7          | 2.3 | 都営地下鉄： 浅草線 (A-16) | 東京都   | 台東区   | 台東区   |
| 総武本線支線 | JB 19         | 秋葉原駅 山区   | 1.1          | 37.8          | 3.4 | 東日本旅客鉄道： 山手線 (JY 03)・ 京浜東北線 (JK 28) 東京地下鉄： 日比谷線 (H-16) 首都圏新都市鉄道： つくばエクスプレス (TX01) 都営地下鉄： 新宿線 ⇒岩本町駅 (S-08)            | 東京都   | 千代田区 | 千代田区 |
| 総武本線支線 | JB 18         | 御茶ノ水駅 山区 | 0.9          | 38.7          | 4.3 | 東日本旅客鉄道： 中央線（快速）〈神田・東京方面〉(JC 03) 東京地下鉄： 丸ノ内線 (M-20) 東京地下鉄： 千代田線 ⇒新御茶ノ水駅 (C-12)                                               | 東京都   | 千代田区 | 千代田区 |
| 中央本線     | JB 18         | 御茶ノ水駅 山区 | 0.9          | 38.7          | 東京 から 2.6 | 東日本旅客鉄道： 中央線（快速）〈神田・東京方面〉(JC 03) 東京地下鉄： 丸ノ内線 (M-20) 東京地下鉄： 千代田線 ⇒新御茶ノ水駅 (C-12)                                               | 東京都   | 千代田区 | 千代田区 |
| 中央本線     | JB 17         | 水道橋駅 山区   | 0.8          | 39.5          | 3.4 | 都営地下鉄： 三田線 (I-11) | 東京都   | 千代田区 | 千代田区 |
| 中央本線     | JB 16         | 飯田橋駅 山区   | 0.9          | 40.4          | 4.3 | 東京地下鉄： 東西線 (T-06)・ 有楽町線 (Y-13)・ 南北線 (N-10) 都営地下鉄： 大江戸線 (E-06)                                                                                      | 東京都   | 千代田区 | 千代田区 |
| 中央本線     | JB 15         | 市ケ谷駅 山区   | 1.5          | 41.9          | 5.8 | 東京地下鉄： 有楽町線 (Y-14)・ 南北線 (N-09) 都営地下鉄： 新宿線 (S-04) | 東京都   | 千代田区 | 千代田区 |
| 中央本線     | JB 14         | 四ツ谷駅 山区   | 0.8          | 42.7          | 6.6 | 東日本旅客鉄道： 中央線（快速）(JC 04) 東京地下鉄： 丸ノ内線 (M-12)・ 南北線 (N-08)                                                                                            | 東京都   | 新宿区   | 新宿区   |
| 中央本線     | JB 13         | 信濃町駅 山区   | 1.3          | 44.0          | 7.9 | | 東京都   | 新宿区   | 新宿区   |
| 中央本線     | JB 12         | 千駄ケ谷駅 山区 | 0.7          | 44.7          | 8.6 | | 東京都   | 渋谷区   | 渋谷区   |
| 中央本線     | JB 11         | 代々木駅 山区   | 1.0          | 45.7          | 9.6 | 東日本旅客鉄道： 山手線 (JY 18) 都営地下鉄： 大江戸線 (E-26) | 東京都   | 渋谷区   | 渋谷区   |
| 山手線       | JB 11         | 代々木駅 山区   | 1.0          | 45.7          | 9.6 | 東日本旅客鉄道： 山手線 (JY 18) 都営地下鉄： 大江戸線 (E-26) | 東京都   | 渋谷区   | 渋谷区   |
| JB 10        | 新宿駅 山区   | 0.7             | 46.4         | 10.3          | 東日本旅客鉄道： 中央線（快速）(JC 05)・ 山手線 (JY 17)・ 埼京線 (JA 11)・ 湘南新宿ライン (JS 20) 京王電鉄： 京王線・京王新線 (KO01) 小田急電鉄： 小田原線 (OH01) 東京地下鉄： 丸ノ内線 (M-08) 都営地下鉄： 新宿線 (S-01) 都営地下鉄： 大江戸線 ⇒新宿駅 (E-27)・新宿西口駅 (E-01) 西武鉄道： 新宿線 ⇒西武新宿駅 (SS01) | 新宿区 | 新宿区   |          |          |
| JB 10        | 新宿駅 山区   | 0.7             | 46.4         | 10.3          | 東日本旅客鉄道： 中央線（快速）(JC 05)・ 山手線 (JY 17)・ 埼京線 (JA 11)・ 湘南新宿ライン (JS 20) 京王電鉄： 京王線・京王新線 (KO01) 小田急電鉄： 小田原線 (OH01) 東京地下鉄： 丸ノ内線 (M-08) 都営地下鉄： 新宿線 (S-01) 都営地下鉄： 大江戸線 ⇒新宿駅 (E-27)・新宿西口駅 (E-01) 西武鉄道： 新宿線 ⇒西武新宿駅 (SS01) | 新宿区 | 新宿区   | 中央本線 |          |
| JB 09        | 大久保駅 区   | 1.4             | 47.8         | 11.7          | | 新宿区 | 新宿区   |          |          |
| JB 08        | 東中野駅 区   | 1.1             | 48.9         | 12.8          | 都営地下鉄： 大江戸線 (E-31) | 中野区 | 中野区   |          |          |
| JB 07        | 中野駅 区     | 1.9             | 50.8         | 14.7          | 東日本旅客鉄道： 中央線（快速）(JC 06) 東京地下鉄： 東西線 (T-01)〈三鷹方面と直通運転〉 | 中野区 | 中野区   |          |          |
| JB 06        | 高円寺駅 区   | 1.4             | 52.2         | 16.1          | 東日本旅客鉄道： 中央線（快速）(JC 07)※平日のみ | 杉並区 | 杉並区   |          |          |
| JB 05        | 阿佐ケ谷駅 区 | 1.2             | 53.4         | 17.3          | 東日本旅客鉄道： 中央線（快速）(JC 08)※平日のみ | 杉並区 | 杉並区   |          |          |
| JB 04        | 荻窪駅 区     | 1.4             | 54.8         | 18.7          | 東日本旅客鉄道： 中央線（快速）(JC 09) 東京地下鉄： 丸ノ内線 (M-01) | 杉並区 | 杉並区   |          |          |
| JB 03        | 西荻窪駅 区   | 1.9             | 56.7         | 20.6          | 東日本旅客鉄道： 中央線（快速）(JC 10)※平日のみ | 杉並区 | 杉並区   |          |          |
| JB 02        | 吉祥寺駅      | 1.9             | 58.6         | 22.5          | 東日本旅客鉄道： 中央線（快速）(JC 11) 京王電鉄： 井の頭線 (IN17) | 武蔵野市 | 武蔵野市 |          |          |
| JB 01        | 三鷹駅        | 1.6             | 60.2         | 24.1          | 東日本旅客鉄道： 中央線（快速）〈立川・八王子方面〉(JC 12) | 三鷹市 | 三鷹市   |          |          |

1. ↑  正式な所在地は習志野市だが構内の一部が船橋市にかかる。
2. ↑  車内放送では案内されない。
3. ↑  新宿駅の正式な所在地は新宿区だが構内の一部が渋谷区にかかる。
4. ↑  正式な所在地は三鷹市だが構内の一部が武蔵野市にかかる。

2022年度の時点で、上記全駅がJR東日本自社による乗車人員集計の対象となっている。

## その他
2024年頃から、中央・総武緩行線の市ケ谷駅や四ツ谷駅などで、運転士の体調不良によるオーバーランが相次ぎ、この原因として、JR東日本の首都圏の運転士らの間で、「中電病（なかでんびょう）」という言葉が囁かれるようになっている。中央・総武緩行線の運転士が所属する旧中野電車区の職場環境に原因がある可能性が取り沙汰され、JR東日本は神主らによる祈祷や、職場環境の改善などを実施したが、2025年現在も状況は変わっておらず、謎が深まっている。